# Wehrmacht
Wehrmacht (/ˈveːɐ̯ˌmaxt/; dal tedesco: "Forza di Difesa") è il nome assunto dalle forze armate tedesche con la riforma del 1935 e per tutta la durata della seconda guerra mondiale, fino al 20 agosto 1946, quando fu formalmente sciolta dopo la resa incondizionata della Germania del 7 maggio 1945.
Dalle ceneri delle forze armate dell'Impero tedesco, a partire dal 1919 si erano costituite quelle della Repubblica di Weimar, che nel 1921 avevano preso il nome di Reichswehr, mantenuto fino al 1935. In seguito alla sconfitta della Germania nel secondo conflitto mondiale, le due repubbliche nate nel 1949 si sarebbero dotate ciascuna di un proprio strumento di difesa: la Bundeswehr (1955) nella Repubblica Federale di Germania, e la Nationale Volksarmee (1956) nella Repubblica Democratica Tedesca.
La Wehrmacht era costituita da tre Forze Armate:
- Heer (Esercito)
- Kriegsmarine (Marina militare)
- Luftwaffe (Aeronautica militare)

Era sottoposta ad un Comando supremo denominato Oberkommando der Wehrmacht (OKW), cui sottostavano i Comandi supremi delle tre Forze Armate, che tuttavia godevano di larga autonomia. Il primo comandante in capo della Wehrmacht fu il feldmaresciallo Werner von Blomberg che venne destituito nel 1938 dal Führer Adolf Hitler che assunse da quel momento anche la guida suprema delle forze armate tedesche. La Wehrmacht, che acquisì una formidabile reputazione di efficienza bellica durante la seconda guerra mondiale ed occupò per un certo periodo di tempo gran parte dell'Europa, viene considerata la più grande forza combattente della storia tedesca e quella dotata di maggior potere rispetto a qualsiasi altra precedente formazione militare germanica.

## Storia

### Dopo il trattato di Versailles
Il trattato di Versailles del 1919 limitava le forze terrestri tedesche a sette divisioni di fanteria e tre di cavalleria per complessivi 100 000 uomini dei quali 4 000 ufficiali e stabiliva che i reggimenti di fanteria, di cavalleria, di artiglieria campale e i battaglioni del genio potessero avere un deposito; il tutto non poteva essere inquadrato in più di due corpi d'armata, con il relativo quartier generale; lo stato maggiore generale era disciolto e ne era proibita la ricostituzione sotto qualsiasi forma che fosse orientata ad assicurare delle capacità complessive di comando e controllo; anche il personale con status di ufficiale presente nei ministeri non poteva superare il numero di 300 unità, comprese nelle 4 000 già menzionate. Per gli ufficiali della marina mercantile era proibita qualsiasi forma di addestramento presso la marina militare, come recitava l'articolo 194 del trattato.
Il trattato quindi limitò fortemente le capacità militari della Germania, le forze armate non potevano avere più di 100 000 uomini a lunga ferma e per molti anni non fu possibile alle forze armate tedesche di costruire o adoperare artiglieria pesante, carri armati, aeroplani, sottomarini e gas tossici.

Bandiera del comandante in capo delle forze armate tedesche (1935-1938)

Con questi presupposti doveva essere impossibile ricostituire l'efficienza di una forza armata che rappresentasse una minaccia per gli altri paesi.

### Il riarmo e la coscrizione obbligatoria
Il 2 agosto 1934, in seguito alla morte del presidente von Hindenburg, Hitler assunse la carica di comandante supremo delle forze armate e ai soldati tedeschi fu imposto il giuramento al Führer. Il 16 marzo 1935 venne annunciato il ripristino della coscrizione obbligatoria, resa effettiva da una legge del 21 marzo seguente, mentre già dal 1º marzo era stata resa pubblica la costituzione di una forza aerea tedesca, mettendo così fine alle limitazioni che il trattato di Versailles aveva imposto alla Germania al termine della prima guerra mondiale riguardo alla consistenza e alla potenza delle sue forze armate. Nei quattro anni successivi l'esercito tedesco si trasformò dalla Reichswehr del generale Hans von Seeckt alla Wehrmacht di Hitler. Lo stesso von Seeckt aveva accuratamente selezionato dopo il 1919 i giovani ufficiali più promettenti, che successivamente diventeranno gli ufficiali superiori e generali della Wehrmacht; tra i nomi che diventeranno più noti Alfred Jodl, Fedor von Bock, Gerd von Rundstedt, Walther von Brauchitsch, Wilhelm Ritter von Leeb, Johannes Blaskowitz.
Per tutte le forze armate la coscrizione venne inizialmente fissata ad un anno, ma dal 24 agosto 1936 aumentò a due. Aver militato nel Reichswehr, nella Luftstreitkräfte o nelle forze di polizia prima del 1º marzo 1935 non comportò sconti sul piano della coscrizione. Il ricevimento del Kriegsbeorderung (foglio di chiamata) non significava l'immediato ingresso nelle forze armate. Prima infatti, dal compimento del diciassettesimo anno di età, era obbligatorio servire con il Reichsarbeitsdienst (RAD, servizio lavoro del Reich) contribuendo alla costruzione di opere pubbliche e, col passare degli anni, del Vallo Atlantico nonché alla ricostruzione delle fabbriche danneggiate dai bombardamenti aerei Alleati. Il servizio nel RAD includeva regolari marce, competizioni sportive e rudimenti dell'arte militare con lo scopo di preparare il futuro soldato alla vita militare.
Gli aspiranti sottufficiali vennero individuati tra gli uomini con un'età compresa tra i 27 e i 35 anni che, se ritenuti idonei dopo ventotto settimane di addestramento, avevano la possibilità di entrare nella vera e propria Unteroffizierschule (scuola sottufficiali). Questo purché avessero accettato, come era regola nel Reichswehr, di prestare servizio per dodici anni, aumentabili di due anni alla volta fino ad un massimo di diciotto; questa opzione venne abolita nell'ottobre 1939. Gli ufficiali invece dovevano rimanere nelle forze armate fino all'età pensionabile, fissata ad un massimo di 65 anni; poteva esserci un congedo prematuro se l'ufficiale fosse stato ritenuto inadatto al grado successivo, ma solo in tempo di pace.
Agli uomini che avessero fatto domanda volontaria di ingresso nelle forze armate prima del servizio nel RAD o per un periodo più lungo di quello richiesto dalla legge era concesso il privilegio di scegliere la forza armata in cui servire (esercito, marina o aviazione) e persino la specialità a cui essere assegnati (ad esempio carrista, sommergibilista o membro degli equipaggi di volo). Il soddisfacimento della richiesta non era tuttavia assicurato ma il servizio nel RAD era abbreviato a soli due mesi. All'inizio della guerra il periodo di servizio di due anni venne sospeso e al suo posto fu introdotto il servizio obbligatorio per tutta la durata delle ostilità, al termine delle quali fu previsto che, volontariamente ma con decisione da prendersi entro i primi due anni di servizio, sarebbe stato possibile prolungare la ferma per quattro anni e mezzo o a vita con vantaggi sul piano delle promozioni.

#### Heer

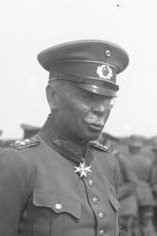
Hans von Seeckt.

L'esercito tedesco rimase inizialmente limitato dal trattato di Versailles a 15.000 uomini tra soldati e ufficiali. Entro il 1920 inoltre i volontari non avrebbero dovuto essere più di 100.000, fu vietata la coscrizione obbligatoria e sciolto lo stato maggiore così come le accademie militari.
La debolezza della Repubblica di Weimar e le umiliazioni imposte dagli Alleati portarono al putsch di Kapp del marzo 1920, in seguito al quale il generale Walther von Lüttwitz prese brevemente il potere a Berlino. In questo clima di forte tensione si propose come artefice del riarmo tedesco il generale Hans von Seeckt. Sostenitore di una maggiore fedeltà verso la nazione piuttosto che alle deludenti istituzioni di Weimar, Seeckt (agendo segretamente per via del trattato di Versailles) integrò i Freikorps nell'esercito e ne aumentò le file grazie a veterani della prima guerra mondiale e a nazionalisti, tuttavia sancì l'incompatibilità della politica con la vita militare vietando ai militanti nei Freikorps di iscriversi ad un qualsiasi partito. Le scuole ufficiali ripresero vita sotto le mentite spoglie di "corsi di formazione e specializzazione" e anche la polizia fu impostata come serbatoio di uomini per l'esercito.
Sfruttando il fatto che il trattato di Versailles non imponeva paletti per il numero dei sottufficiali, von Seeckt addestrò circa 40.000 tra sergenti e caporali alle mansioni ricoperte normalmente da un ufficiale, cosicché nell'ipotesi di un'espansione futura non mancassero uomini validi per coordinare le operazioni militari. La cronica instabilità politica della Repubblica di Weimar, testimoniata anche dal putsch di Monaco del 1923, favorì von Seeckt che aprì al dialogo con Mosca ottenendo il permesso di costruire due scuole militari in territorio sovietico gestite dal Sondergruppe R, fondatore tra l'altro di un ufficio che si occuperà della costruzione di fabbriche volte alla produzione di armamenti.
Il licenziamento di von Seeckt nel 1926 andò a vantaggio del Partito Nazista, notevolmente cresciuto a seguito delle elezioni del 1930 ma che tuttavia trovò un avversario nel nuovo comandante della Reichswehr Kurt von Hammerstein-Equord e nel ministro della difesa Wilhelm Groener, il quale pensò di ampliare l'esercito a 200.000 uomini per frenare l'impeto di Hitler e delle sue SA. Nonostante il parere favorevole del presidente von Hindenburg il parlamento non varò la legge per sciogliere le formazioni paramilitari naziste e l'esercito, convinto di poter ricavare molto da Hitler, abbandonò lo stesso Groener.

Sfilata in parata di un reparto dello Heer

Dopo il ripristino del servizio di leva voluto da Hitler si cercò di mitigare il tradizionale autoritarismo dell'esercito prussiano e di migliorare le condizioni del servizio in modo da attirare volontari che optassero per la carriera militare. Comunque, un certo ostacolo al controllo dell'esercito da parte del regime nazista fu rappresentato, inizialmente, da alcuni ufficiali superiori che ne osteggiavano la politica estera troppo aggressiva; tra questi il generale Ludwig Beck, capo dello stato maggiore dell'Heer e il generale Werner von Fritsch, comandante in capo dell'esercito. Nel 1938 uno scandalo costrinse il ministro della guerra, feldmaresciallo Werner von Blomberg alle dimissioni, ed un'altra opportuna situazione, orchestrata in parte da Göring, fece lo stesso con von Fritsch, che era il suo possibile successore; per vari altri ufficiali l'opposizione fu solo formale e finirono anch'essi con l'approvare i piani del Führer: in tal modo l'esercito tedesco della seconda guerra mondiale divenne, almeno fino al 1943, uno strumento leale, obbediente e fidato del dittatore.
Nel 1939 lo Heer contava 98 divisioni, 52 delle quali in servizio attivo e altre 10 immediatamente utilizzabili, mentre le 36 rimanenti erano formate in gran parte da veterani del primo conflitto mondiale e risultavano di fatto carenti di artiglieria e mezzi corazzati. Inoltre con la mobilitazione generale si sarebbero potute allestire altre 10 divisioni Ersatz (riserva). La fanteria all'inizio del conflitto era armata con l'affidabile fucile Mauser Karabiner 98k, con la moderna mitragliatrice leggera MG 34, con il vecchio mitra MP 18, in procinto di essere sostituito dal nuovissimo MP 40, con mortaio da 81 mm, cannoni controcarro da 37 mm, mitragliere contraeree da 20 mm, nonché un vecchio cannone da 77 mm risalente alla prima guerra mondiale. Le unità di artiglieria erano invece ottimamente armate con obici da 105 mm, cannoni da 105 e 155 mm e con il famoso 8,8 cm FlaK controcarro e contraereo.
Ma il comando supremo tedesco concentrò gli sforzi soprattutto nel rinforzare le due armi che i suoi strateghi ritenevano decisive, il carro armato e l'aereo. Per quello che riguarda il primo mezzo, profeta e instancabile propagandista in questo senso fu il generale Heinz Guderian, che elaborò, con l'approvazione del Führer, una teoria basata sulla "guerra di movimento", dove il carro armato e l'aeroplano non saranno più ad ausilio della fanteria, ma le principali armi di sfondamento, autonome, e schierate a protezione della fanteria arretrata. Grazie al lavoro di Guderian, nel settembre 1939 poterono essere schierate 6 divisioni corazzate (Panzer-Division), ciascuna dotata di 288 panzer di cui però la metà del tipo Panzer I, carri di sole 6 tonnellate, poco armati e corazzati in modo esiguo; i più efficaci Panzer IV erano solo 24 per divisione, mentre i restanti erano del tipo Panzer II e III, rispettivamente da 9 e 16 tonnellate e armati con cannoncini da 20 mm e cannoni da 37 mm.
I soldati della Wehrmacht raggiunsero livelli professionali molto elevati e quando entrarono in guerra, nel 1939, lo fecero con la ferma convinzione di essere i migliori soldati del mondo. Per gran parte della guerra le truppe tedesche, combattive e aggressive, mantennero una chiara superiorità tattica contro i loro avversari sia dell'ovest che dell'est. In particolare i reparti tedeschi, guidati da ufficiali inferiori e sottufficiali in grado di condurre autonomamente il combattimento, si dimostrarono più elastici e più resistenti. D'altra parte, a queste elevate capacità tattiche non corrispose, soprattutto a livello dell'alto comando, un'adeguata visione strategica globale, sia a livello di grande strategia, sia a livello operativo e logistico, carenza che nel lungo periodo porterà al collasso delle forze armate tedesche anche per mancanza di carburante e materie prime.

#### Kriegsmarine

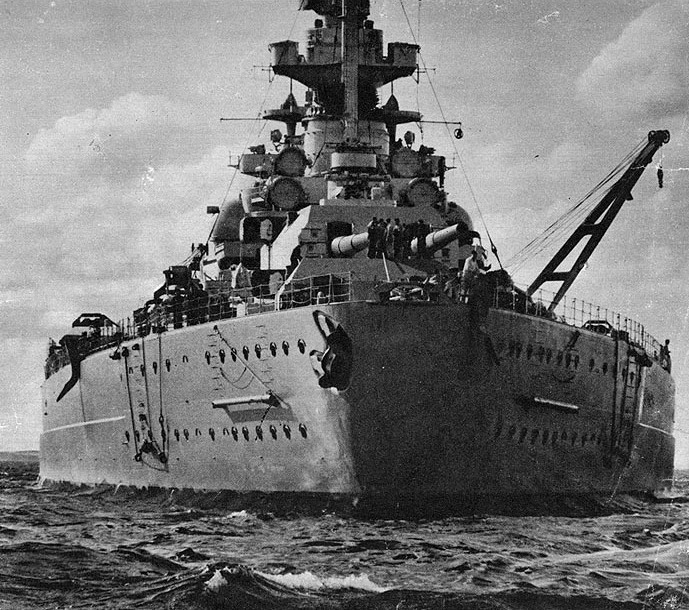
Uno dei simboli più noti della Kriegsmarine: la nave da battaglia Bismarck.

L'arma che fu più colpita dai dettati del trattato di Versailles fu la Kaiserliche Marine soprattutto per via dei timori del Regno Unito di minacce al prestigio e alla potenza della Royal Navy. La nuova Reichsmarine, nata nel 1921, era ridotta ad una flottiglia di dragamine, rimorchiatori e vecchie corazzate. In aggiunta, era vivo nella memoria di molti tedeschi l'autoaffondamento della Hochseeflotte e una parte dell'opinione pubblica, compreso Hitler, riteneva inutile riportare la nuova marina militare alla potenza di una volta.
Agli inizi dell'ottobre 1928 capo della Reichsmarine divenne Erich Raeder veterano della prima guerra mondiale. Tenace assertore della rivitalizzazione e rafforzamento della sua forza armata, egli trovò difficoltà nel convincere la classe politica della Repubblica di Weimar ad avallare il suo progetto, ch eriuscì ad avviare solo grazie all'aiuto di von Hindenburg.
I vari modelli di U-Boot, che secondo gli accordi di Versailles erano proibiti alla Germania, vennero progettati da una fittizia industria straniera (tecnica adottata anche dall'esercito e dall'aviazione), nel caso specifico l'olandese Ingenieurskantoor voor Scheepsbouw, nella realtà nient'altro che la Krupp. Questo modo di procedere durò fino al marzo 1935, quando Hitler decise di non sottostare più ai termini del trattato di Versailles. Il 21 maggio dello stesso anno la Reichsmarine cambiò nome in Kriegsmarine e la produzione di nuove navi cominciò in tutto e per tutto, anche perché Hitler aveva abbandonato le sue idee negative sulla marina, ora vista come uno strumento necessario per fare grande la Germania.
L'ambiguità britannica sul riarmo tedesco venne definitivamente alla luce poco dopo, quando il 18 giugno venne siglato un accordo tra i due paesi secondo il quale il Regno Unito dava il proprio benestare alla ricostituzione di una marina militare tedesca, sebbene in misura non superiore al 35% del tonnellaggio totale della Royal Navy (percentuale salita al 45% nel caso dei sottomarini). Nei fatti non si concesse molto, anche perché l'arma subacquea non era molto estesa nella Royal Navy ed era vista principalmente come mezzo di difesa. In ogni caso il 29 giugno 1935 fu varato a Kiel il primo esemplare della classe Tipo I. La prima flottiglia creata con queste imbarcazioni fu chiamata "Weddingen" e vi fu posto a capo il capitano di fregata Karl Dönitz, futuro comandante degli U-Boot tedeschi.
Il 27 gennaio 1939 Hitler diede la sua approvazione definitiva al cosiddetto "Piano Z", un imponente programma di costruzioni navali a lungo termine, avente l'obiettivo di mettere la Kriegsmarine in condizioni di competere quasi in parità con la Royal Navy britannica. Il piano era a malapena agli inizi quando scoppiò la guerra; viste le circostanze, venne deciso di interrompere la costruzione di grandi navi di superficie in favore della realizzazione di una vasta flotta di sommergibili, più rapidi e meno costosi da produrre. Così all'entrata in guerra erano disponibili le corazzate Scharnhorst e Gneisenau, le corazzate tascabili da 10.000 tonnellate (nominali) Deutschland, Admiral Scheer e Admiral Graf Spee, l'incrociatore pesante Admiral Hipper, gli incrociatori leggeri Emden, Köln, Königsberg, Leipzig, Nürnberg e Karlsruhe, 21 cacciatorpediniere, 12 motosiluranti e 57 sommergibili oceanici. Ancora in costruzione erano poi gli incrociatori pesanti Blücher, Prinz Eugen, Lützow (poi ceduto all'URSS nel 1939) e Seydlitz che non verrà mai portato a termine. A queste unità vanno aggiunte poi le possenti Bismarck e Tirpitz prodotte tra l'agosto 1940 e il febbraio 1941, la portaerei (mai ultimata) Graf Zeppelin e 150 U-Boote (entro il 1º luglio 1943 ne entreranno in servizio 1.193).

#### Luftwaffe

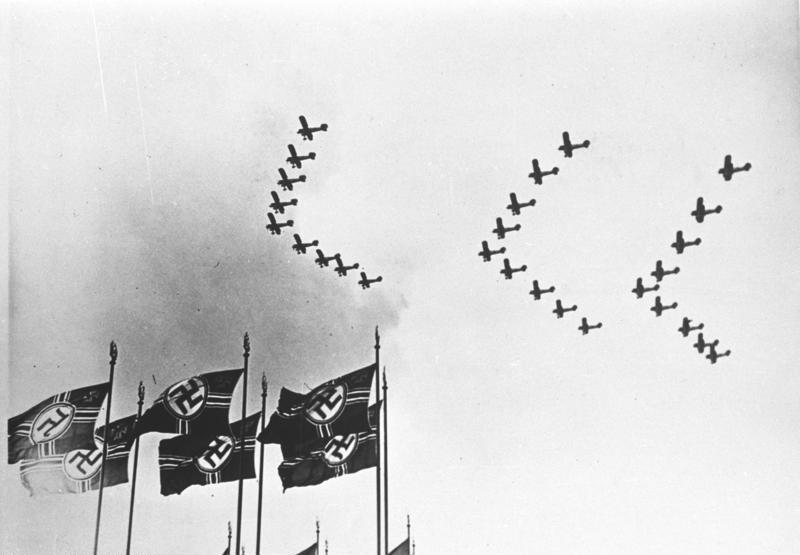
Una parata del 1937.

Dal 1919 alla Germania fu imposto lo scioglimento dell'aviazione militare (Luftstreitkräfte) e lo smantellamento di tutti gli aerei rimasti. Ciononostante, lo stato tedesco riuscì a mantenere segretamente una propria forza aerea che divenne sempre più forte con il passare degli anni. L'addestramento clandestino dei piloti (in città come Braunschweig e Rechlin, ma accordi di cooperazione erano stati stretti anche con l'Unione Sovietica e uno dei frutti era stato il centro di addestramento di Lipeck) iniziò sin dal 1926 grazie soprattutto alla compagnia aerea nazionale Lufthansa e al Nationalsozialistisches Fliegerkorps: la prima disponeva di aerei militari come lo Junkers Ju 86 e l'Heinkel He 111 abilmente camuffati da aerei di linea o da trasporto, la seconda aveva alianti e ultraleggeri su cui i futuri piloti della Luftwaffe potevano fare pratica.
La vera svolta però venne data dal governo nazista a seguito della decisione di Hitler di riarmare la Germania. La Luftwaffe venne fondata clandestinamente nel 1933 con circa 4.000 addetti mentre erano già da tempo in produzione vari tipi di aerei militari, e due anni dopo, nel 1935, la creazione venne resa pubblica a tutto il mondo. In data 1º settembre 1939, la Luftwaffe fu in grado di utilizzare ben 2.695 velivoli, suddivisi in 771 caccia Messerschmitt Bf 109, 408 cacciabombardieri Bf 110 e 1.516 bombardieri tra Junkers Ju 87, Ju 88, Dornier Do 17 e Heinkel He 111.. L'Oberkommando der Luftwaffe venne assegnato nel 1935 all'ex asso dell'aviazione tedesca, nonché ministro dell'aviazione, Hermann Göring, il quale si circondò di collaboratori come Erhard Milch (ispettore generale della Luftwaffe), Hans Jeschonnek (responsabile dei rifornimenti, dell'addestramento, della telecomunicazione e delle azioni di guerra) ed Ernst Udet (capo dell'ufficio tecnico). La nomina del personale invece era competenza esclusiva di Göring.
Le strategie di attacco erano ancora in fase di sperimentazione, in particolare, vi erano due linee di pensiero distinte: Walther Wever, comandante dello Stato maggiore generale dell'aviazione fino al 1936, sosteneva l'importanza dei bombardamenti strategici compiuti da aerei quadrimotore; Ernst Udet invece era convinto che l'aviazione dovesse essere usata solamente a supporto delle truppe a terra e per contrastare i velivoli nemici. Forte dell'esperienza bellica in Spagna dove i bombardieri in picchiata svolsero egregiamente il loro compito, e complice la morte accidentale di Wever, Udet riuscì a convincere l'intero comando della Luftwaffe che la sua linea di pensiero fosse quella da seguire. I progetti per i grandi aerei da bombardamento, come il Do 19 e lo Ju 89, vennero quindi abbandonati.
Nel settembre 1939 la Luftwaffe era composta da quattro Luftflotte (flotte aeree), con sede a Stettino, Braunschweig, Roth e Reichenbach; a queste se ne aggiunsero altre tre nel corso della guerra, di cui una, la Luftflotte Reich, creata appositamente per la difesa del territorio tedesco.

### Il battesimo del fuoco

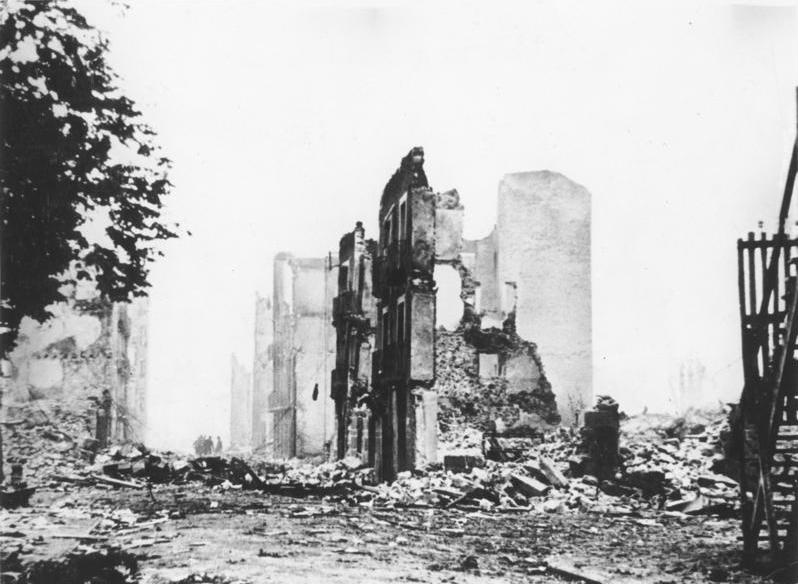
Rovine a Guernica dopo il bombardamento italo-tedesco.

La prima occasione per la Wehrmacht di misurarsi con forze armate nemiche venne con la guerra civile spagnola.
In appoggio a Francisco Franco, Hitler approvò tre massicce operazioni militari tedesche in Spagna. La prima, operazione "Feuerzauber" (fuoco magico), ebbe inizio verso la fine di luglio 1936, in cui vennero impiegati venti trimotori Junkers Ju 52 e sei caccia di scorta, e iniziò il trasferimento delle prime truppe tedesche di stanza in Marocco in Spagna. Nel settembre successivo Hitler mobilitò ulteriori uomini e mezzi a favore di Franco, con l'operazione "Otto", vennero trasferiti in Spagna 24 Panzer I e il numero di uomini della Wehrmacht in territorio iberico fu portato a circa 600-800 unità.
Successivamente Hitler appoggiò l'ultimo rilevante impegno, con l'impiego della Luftwaffe nelle operazioni di guerra, dall'ottobre 1936, sotto le vesti della Legione Condor. A fianco dell'aviazione italiana effettuò diversi bombardamenti terroristici su città spagnole, tra cui il primo e tristemente famoso effettuato sulla città di Guernica con il supporto dell'Aviazione Legionaria.
Anche la Kriegsmarine ebbe un ruolo nella guerra: una squadra tedesca venne attaccata il 29 maggio 1937 dall'aviazione repubblicana, e la corazzata tascabile Deutschland ebbe 31 morti e 101 feriti, mentre la nave rientrava in Germania per le riparazioni, la gemella Admiral Scheer bombardò per rappresaglia la città di Almería.
Nell'apice del suo impegno, le forze della Wehrmacht in Spagna contarono circa 12.000 unità, anche se circa 19.000 combatterono in territorio spagnolo. In totale la Germania nazista rifornì i nazionalisti spagnoli di circa 600 aerei, 200 carri armati e almeno un migliaio di pezzi d'artiglieria.

### La politica espansionistica e il ruolo della Wehrmacht
Dopo essere stato eletto cancelliere del Reich, Hitler iniziò subito a perseguire una politica in linea con quanto scritto nel Mein Kampf, ossia l'annullamento dell'umiliante trattato di Versailles, e la conquista dello "spazio vitale" (Lebensraum) per il popolo tedesco. In questo senso nel 1933 Hitler fece uscire la Germania dalla Società delle Nazioni e iniziò subito il programma di riarmo della Wehrmacht, che venne impegnata fin dall'inizio nelle azioni militari di annessione della Saar nel 1935 e di rioccupazione militare della Renania nel 1936. Dopo aver riannesso le regioni perse con il trattato del 1919, Hitler rivolse il suo sguardo a est e per attuare i suoi piani il Führer ebbe nuovamente bisogno delle sue forze armate.

#### L'Anschluss
(Le Figaro)

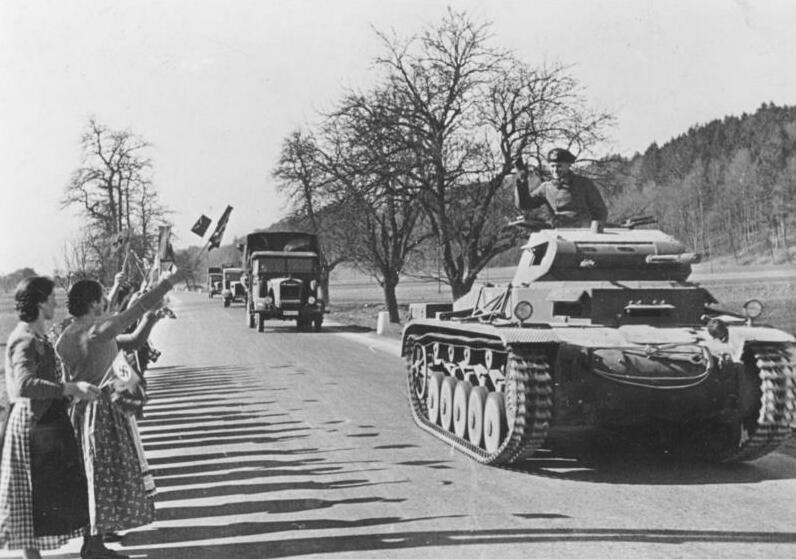
Una colonna tedesca entra in Austria salutata da alcune donne, è l'Anschluss.

Fin dalla salita al potere nel 1933, Adolf Hitler premette per l'annessione dell'Austria come provincia tedesca, supportato anche dal forte peso che il partito nazista austriaco aveva nel paese. In prima istanza, nel 1935, Hitler fece un tentativo in questo senso, ma lo schieramento delle forze italiane alla frontiera del Brennero unita ad una relativamente alta considerazione della solidità dell'apparato militare italiano lo fece desistere. Questo non accadde nel 1938 quando una serie di accordi, il tacito consenso italiano e il mutato clima politico internazionale, permisero alle forze tedesche di entrare senza sforzo in Austria, aumentando il proprio potenziale bellico con l'inserimento in organico delle forze austriache. Il 12 marzo la Wehrmacht attraversò la frontiera, il 13 l'annessione divenne effettiva e la svastica sventolò su Vienna. Hitler cancellò una nazione e portò i confini della Grande Germania fino al Brennero, la Blumenkrieg (guerra dei fiori) era conclusa, e con essa anche l'annessione dell'Austria.

#### La conferenza di Monaco e l'avvicinarsi del conflitto
Gli accordi di Monaco vennero sottoscritti il 29 settembre 1938 dai rappresentanti di Francia (Édouard Daladier), Regno Unito (Neville Chamberlain), Italia (Benito Mussolini) e Germania (Adolf Hitler), al termine di un convegno tenuto nella capitale bavarese, atto alla risoluzione del problema dei Sudeti, regione con popolazione boema di lingua tedesca che da tempo chiedeva l'annessione alla Germania di Hitler.
L'impetuosa propaganda tedesca spinse le altre nazioni sedute al tavolo a cercare una soluzione diplomatica al problema, e alla fine sottoscrissero il documento che permise alla Germania di occupare militarmente la zona dei Sudeti tra il 1º e il 10 ottobre, a patto che i tedeschi rinunciassero a qualsiasi ulteriore ingrandimento territoriale.

#### Sudeti e Cecoslovacchia
(Otto von Bismarck)

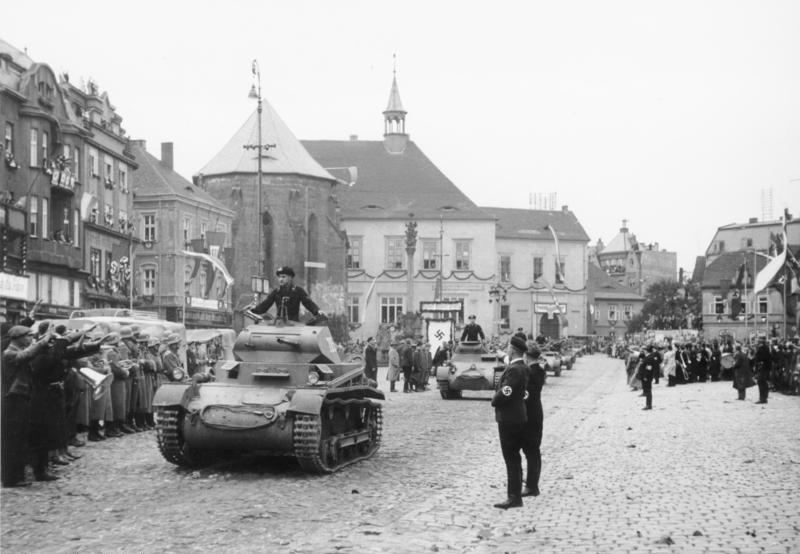
Truppe tedesche sfilano nella rinominata piazza Adolf Hitler a Chomutov, in Boemia.

Il 1º ottobre le truppe tedesche iniziarono l'occupazione dei Sudeti, l'operazione militare era pronta nei minimi dettagli già da parecchi mesi e questa fu la prova che la sorte della regione era segnata anche senza la firma degli accordi di Monaco.
L'occupazione dei Sudeti, terra che comprendeva la Boemia, la Moravia e una parte della Slesia, diede alla macchina bellica tedesca considerevoli risorse minerarie ma soprattutto delle industrie belliche efficienti come le fabbriche Škoda. Dalle fabbriche cecoslovacche usciranno molti modelli di carri armati in migliaia di esemplari che verranno massicciamente utilizzati soprattutto sul fronte sovietico durante la seconda guerra mondiale, come ad esempio i cacciacarri leggeri della famiglia Marder, derivati dal modello Škoda LT vz. 38 e successive evoluzioni.
Nel Protettorato verranno anche successivamente basate scuole ed unità addestrative tedesche.

### La seconda guerra mondiale
La Wehrmacht venne impegnata in guerra per quasi sei anni, in tutta Europa e nell'Africa settentrionale, riportando numerosi successi e guadagnando entro il 1942 una posizione di predominio assoluto sul continente. Tuttavia la superiorità logistica e numerica delle forze Alleate in termini di uomini e di armamenti, e la potenza del loro apparato industriale, in particolare di quello degli Stati Uniti d'America, trasformarono a poco a poco il conflitto in una guerra di logoramento. La Germania, priva di alleati potenti, cercò di difendere con mezzi limitati la cosiddetta "Fortezza Europa" (Festung Europa) e di ritardare al massimo la sconfitta sul fronte occidentale. Nello stesso tempo impegnò per quasi quattro anni gran parte delle sue forze e i reparti migliori sul fronte orientale per contrastare la lenta ma inarrestabile avanzata dell'esercito dell'Unione Sovietica, sperando di resistere fino all'introduzione delle nuove armi segrete in progettazione o fino all'attesa disgregazione dell'alleanza delle potenze nemiche.

#### L'invasione della Polonia

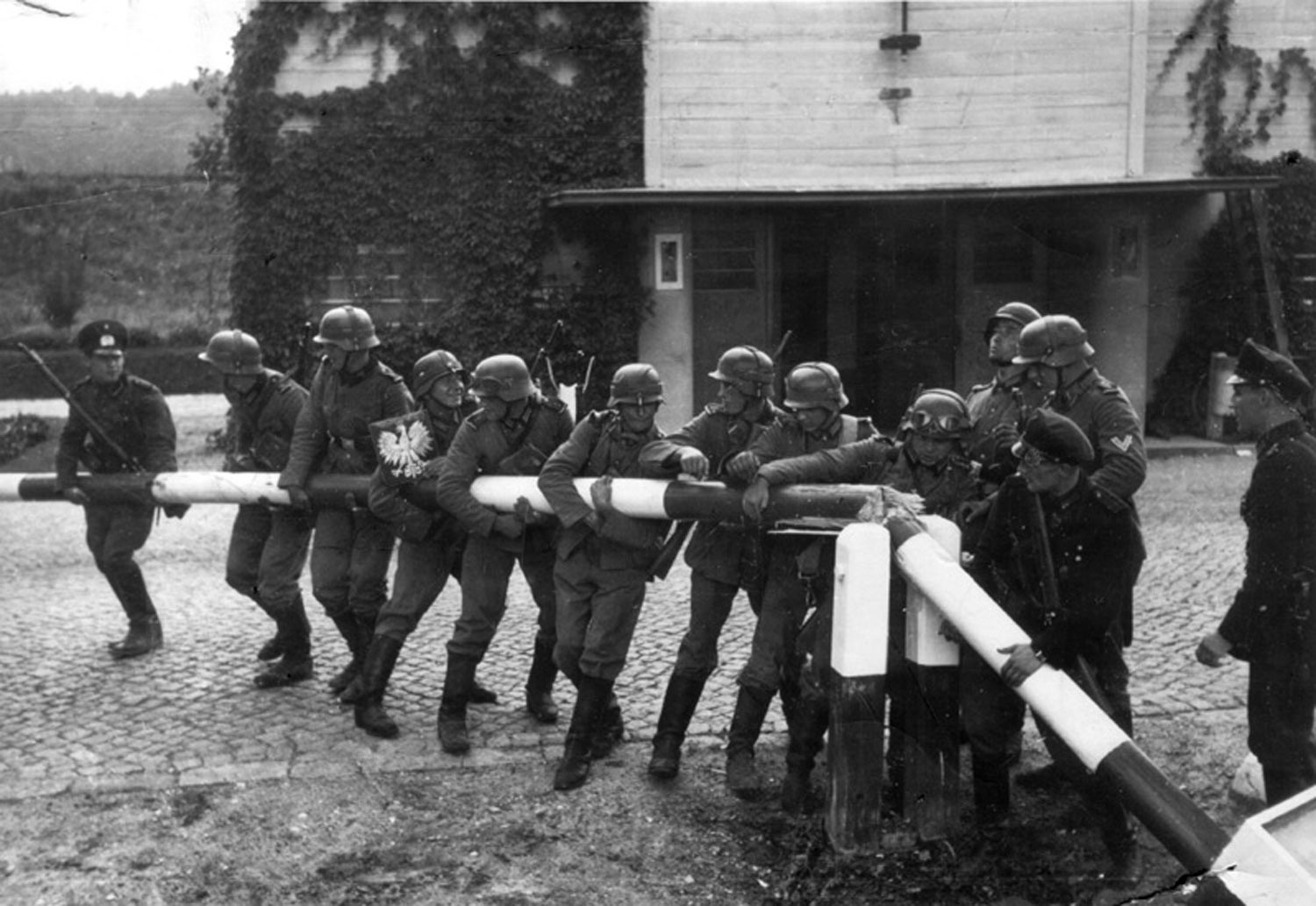
Soldati della Wehrmacht forzano il confine con la Polonia

Allo scoppio della seconda guerra mondiale, il 1º settembre 1939, l'OKW era presieduto da Wilhelm Keitel, che formò due gruppi d'armate per l'invasione della Polonia: il gruppo d'armate Nord (Fedor von Bock) con 18 divisioni, articolate in 4 divisioni dipendenti direttamente dal comando Gruppo d'Armate, 8 divisioni più una corazzata e la guardia di frontiera inquadrate nella 4ª armata, 5 divisioni e 3 brigate non indivisionate inquadrate nella 3ª armata (di cui una corazzata, la 3. Panzer-Division ed una motorizzata, la 2. Infanterie-Division (mot)) e tre brigate indipendenti; il gruppo d'armate Sud (Gerd von Rundstedt) con 34 divisioni di cui 4 corazzate (la 1ª, la 2ª, la 4ª e la 5ª) e 2 motorizzate (la 13ª e la 29ª). A questi gruppi d'armata si aggiungeva il gruppo di armate Bernolak (slovacco) su 3 divisioni ed un gruppo mobile.
Queste forze erano massicciamente supportate dalla Luftwaffe con circa 2.000 velivoli, contro i 397 velivoli operativi dell'aviazione polacca, la Polskie Lotnictwo Wojskowe.
La guerra sul mare fu invece notevolmente limitata in quanto la Kriegsmarine poté solo appoggiare l'assalto alla base polacca di Westerplatte, con la sua obsoleta corazzata Schleswig-Holstein, che fu comunque la prima unità militare tedesca ad iniziare le ostilità, alle 4:00 circa della mattina del 1º settembre, ed attaccare con alcuni cacciatorpediniere la base di Hel; la difesa di Westerplatte si protrasse fino al 7 settembre, data della resa della guarnigione.
Le forze armate polacche opposero una strenua resistenza per 36 giorni, ma il Blitzkrieg tedesco stupì il mondo e Hitler fu in grado, grazie alle sue vittorie, di rendere innocui i pochi inviti alla prudenza che venivano ancora da alcuni alti ufficiali dell'esercito. Le Panzer-Division mostrarono per la prima volta la loro capacità di movimento e di avanzata in profondità provocando, nonostante alcuni tentativi di contrattacco delle forze polacche, il rapido crollo delle difese nemiche. La maggior parte dell'esercito polacco fu accerchiato in grandi sacche e distrutto, mentre i panzer dei generali Heinz Guderian e Erich Hoepner, dopo aver respinto la cavalleria polacca, avanzarono rapidamente fino a Varsavia, alla Vistola e al Narew, dove i tedeschi si congiunsero con le truppe sovietiche intervenute da est in accordo con le decisioni del Patto Ribbentrop-Molotov. Le perdite della Wehrmacht in Polonia furono di 16.000 morti e 32.000 feriti.

#### La guerra dei convogli

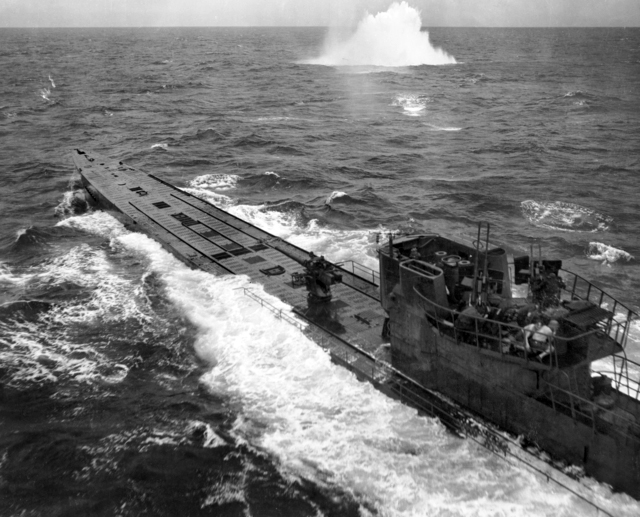
Un U-Boot sotto attacco

Fin dal 19 agosto, cioè dodici giorni prima dell'inizio delle operazioni in Polonia, le corazzate tascabili Deutschland e Graf von Spee e 18 U-Boote presero posizione nell'Atlantico, dove tra il 1º settembre 1939 e il 30 marzo 1940 affondarono circa 753.000 tonnellate di naviglio nemico, mentre nella Manica e nel mare del Nord altre 317.154 t di naviglio verranno colate a picco in seguito ad azioni aeree e a causa di azioni navali e sottomarine.
Ma nonostante questi primi successi, lo scoppio della seconda guerra mondiale colse la Kriegsmarine impreparata ad affrontare le preponderanti forze alleate: il programma di ampliamento della flotta (il Piano Z) fu ufficialmente avviato solo nel gennaio 1939.
Questo perché la guerra con altre grandi potenze navali (Gran Bretagna in particolare) non era prevista nell'immediato, ma solo dopo alcuni anni. Quindi, il numero di grandi unità disponibili era piuttosto basso.
Nonostante questa inferiorità numerica, la marina tedesca ottenne risultati molto positivi, soprattutto nei primi anni di guerra. Infatti, la flotta condusse operazioni di appoggio all'invasione della Norvegia, crociere nel Nord Atlantico, nel mare di Barents e nel Mare Artico.

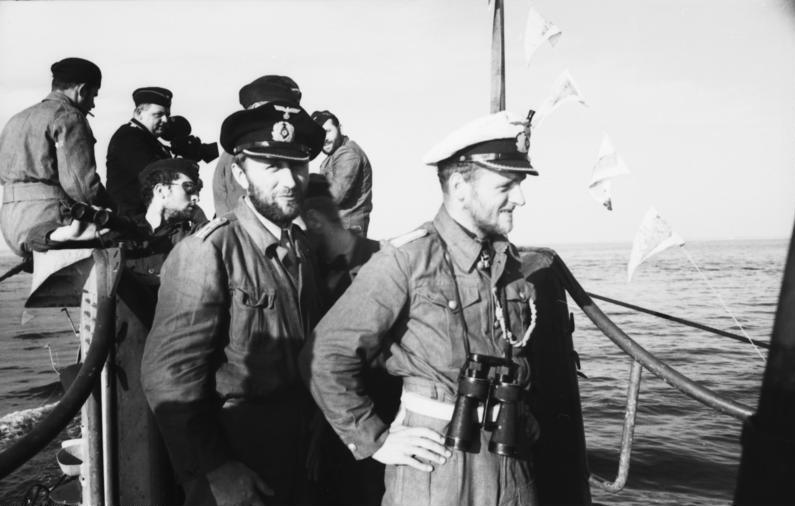
Equipaggio di U-Boote: con il berretto bianco è il comandante del sommergibile, il famoso e abile Erich Topp.

Tali operazioni vennero condotte dapprima anche con l'uso di navi di superficie, come le navi da battaglia Bismarck e Tirpitz e le corazzate tascabili come la Graf von Spee, la Scharnhorst e la Gneisenau, ma poi il carico del contrasto alle flotte alleate passò totalmente sugli U-Boot, i sommergibili d'attacco. In generale, le navi di superficie ottennero buoni risultati, come l'affondamento dell'incrociatore da battaglia Hood. Notevoli risultati furono ottenuti anche dagli incrociatori ausiliari tedeschi, tra cui il celebre Atlantis, che, utilizzati come navi corsare per il contrasto al traffico mercantile alleato, affondarono oltre 140 unità, per circa 700.000 tonnellate di naviglio.

Dopo il 1943, la flotta di superficie rimase praticamente ferma nei porti, e la guerra in mare fu condotta soprattutto dagli U-Boot. Questi arrivarono ad operare fino al Golfo del Messico. Tuttavia, lo sviluppo di nuove tecnologie per la scoperta dei battelli subacquei, nonché l'aumento delle unità di scorta ai convogli, resero l'azione dell'arma sottomarina sempre meno efficace.
Alla fine della guerra, solo due grandi unità di superficie erano ancora in condizioni operative: una era l'incrociatore pesante Prinz Eugen; tutte le altre erano state affondate in azione oppure autoaffondate negli ultimi mesi del conflitto per bloccare gli ingressi dei porti.
Per quanto riguarda i sottomarini, 751 battelli furono affondati durante le ostilità, pari all'80% del totale. Tra gli equipaggi dei sommergibili, che si batterono fino alla fine con valore e disciplina nonostante le crescenti difficoltà, si contarono 25.870 morti su 40.900 uomini imbarcati durante la guerra, la percentuale di perdite più alta di qualsiasi altra forza armata di tutte le nazioni combattenti. Pur a costo di perdite molto gravi, gli U-Boot tuttavia ottennero risultati di rilievo: affondarono oltre 2.500 bastimenti nemici, corrispondenti a più di 13 milioni di tonnellate di naviglio mercantile alleato, minacciarono pericolosamente le linee di comunicazioni marittime della Gran Bretagna creando enormi difficoltà e preoccupazioni al Premier britannico Churchill, intralciarono e rallentarono seriamente, almeno fino alla metà del 1943, l'afflusso dei rifornimenti ed equipaggiamenti americani necessari per l'attacco decisivo al Terzo Reich in Europa.
Il contributo della Kriegsmarine non si limitò alla guerra in mare. Infatti, furono costituite unità di terra, che vennero impiegate nelle batterie costiere. Inoltre, a partire dai primi mesi del 1945, furono formate sei divisioni di marina (Marine-Infanterie-Division), che combatterono come fanteria nelle fasi finali della guerra.
Anche la Luftwaffe partecipò con i suoi aerei, soprattutto con il suo ricognitore-bombardiere a lungo raggio Focke-Wulf Fw 200, soprannominato il flagello dell'Atlantico.

#### Le vittorie iniziali

Reparti della Wehrmacht sfilano sotto l'Arco di Trionfo, Parigi, giugno 1940

Dopo la vittoria in Polonia e la riuscita campagna aeronavale e terrestre in Scandinavia, la Germania trasferì le sue forze ad ovest per preparare l'invasione della Francia. Dopo una serie di rinvie ed accesi contrasti tra l'impaziente Hitler e i suoi più prudenti generali, nel maggio del 1940 la Wehrmacht sferrò finalmente l'offensiva generale all'ovest organizzata in tre gruppi d'armate: gruppo d'armate A (Gerd von Rundstedt) con 45 divisioni di cui 7 corazzate; gruppo d'armate B (Fedor von Bock) con 29 divisioni di cui tre corazzate; gruppo d'armate C (Wilhelm Ritter von Leeb) con 19 divisioni. Il terzo gruppo teneva una posizione difensiva sulla linea Maginot, mentre l'offensiva principale venne lanciata, secondo i piani ideati dal generale Erich von Manstein e sviluppati dallo stato maggiore generale con il contributo dello stesso Hitler, dal gruppo d'armate A nelle Ardenne in direzione della Mosa, con l'appoggio del gruppo d'armate B che nel frattempo avrebbe invaso il Belgio e i Paesi Bassi.
L'offensiva tedesca d'occidente ebbe uno straordinario e inatteso successo, le Panzer-Division, abilmente guidate da energici generali come Heinz Guderian, Ewald von Kleist e Hermann Hoth e concentrate in massa nel punto decisivo, sbaragliarono rapidamente le difese alleate, costrinsero all'evacuazione a Dunkerque l'esercito britannico e provocarono il crollo della resistenza nemica, costringendo la Francia ad abbandonare la lotta e chiedere l'armistizio, accettando l'occupazione tedesca.
Dal 9 aprile, data in cui forze tedesche invasero la Danimarca e la Norvegia, fino all'armistizio con la Francia, il 22 giugno 1940, l'esercito tedesco dimostrò la netta superiorità della sua organizzazione e della sua tattica. Le perdite in Norvegia furono di 5.650 uomini, mentre l'invasione della Francia, del Belgio e dei Paesi Bassi era costata 27.100 morti, 111.000 feriti e 18.300 dispersi, mentre vennero catturati un enorme bottino militare e milioni di prigionieri alleati. Hitler raggiunse una grande vittoria politico-strategica, guadagnò consenso e prestigio anche come condottiero militare, pur avendo dimostrato durante la campagna in alcune circostanze indecisione e insicurezza, e accentuò la sua fiducia e la sua ambizione espansionistica globale, sempre meno contrastato dai generali della Wehrmacht, ormai convinti della superiorità della loro macchina militare e delle capacità del Führer.

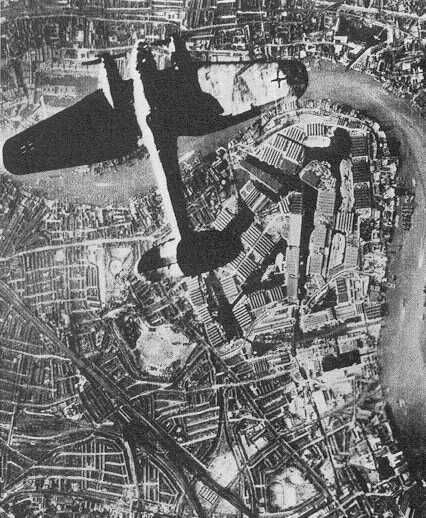
Un aereo della Luftwaffe sorvola Londra

Dopo la vittoria sul fronte occidentale la Wehrmacht pianificò la difficile operazione di sbarco oltre Manica per attaccare la Gran Bretagna, l'ultimo nemico rimasto in armi contro il Terzo Reich (operazione Leone marino); Hitler mostrò qualche incertezza in questa fase sulle scelte politico-strategiche. Dopo il fallimento nel settembre 1940 dei piani di attacco aereo organizzati e condotti con scarsa coerenza dalla Luftwaffe di Göring (battaglia d'Inghilterra), il Führer prese la decisione di annullare la progettata operazione di sbarco e quindi le unità della Wehrmacht schierate sulle coste francesi vennero progressivamente ritirate e trasferite in altri settori per nuovi progetti operativi.
L'abbandono dei progetti di invasione delle isole britanniche provocò una rielaborazione complessiva della pianificazione di Hitler e dell'OKW; nell'autunno 1940 quindi vennero organizzati una serie di progetti per intervenire in Romania, in Portogallo, conquistare Gibilterra, occupare la zona libera della Francia. La Wehrmacht progetto inoltre il sostegno dell'alleato italiano, indebolito da una serie di sconfitte contro i britannici e i greci, nel Mar Mediterraneo, in Libia, in Grecia ed anche in Albania. In realtà Hitler fin dal luglio 1940 aveva già preso la sua decisione definitiva e l'aveva comunicata ai suoi più stretti collaboratori: dopo la vittoria all'ovest il Führer riteneva stabilizzata la situazione in Europa e quindi si considerava in grado di sferrare il grande attacco all'est per conquistare lo "spazio vitale" per il popolo tedesco, strappando le vaste terre orientali ai popoli slavi che sarebbero stati annientati o deportati.
Questa gigantesca offensiva contro l'Unione Sovietica avrebbe avuto inizio nel giugno 1941 e avrebbe richiesto un massiccio potenziamento delle forze terrestri della Wehrmacht che infatti incrementò le sue formazioni di fanteria e motorizzate e soprattutto raddoppiò le sue Panzer-Division che passarono da 10 a 21, equipaggiate con panzer più potenti ed efficienti anche se in numero minore nelle divisioni. Per il tempo necessario a distruggere il nemico ideologico-razziale orientale la Kriegsmarine e una buona parte della Luftwaffe sarebbero rimaste impegnate contro i britannici per minacciarne le vie di comunicazione e respingere i tentativi di offensiva aerea contro l'Europa occupata.

#### Interventi in aiuto dell'Italia
Nell'intento di rafforzare il suo fianco meridionale in vista dell'invasione dell'Unione Sovietica, Hitler costrinse il principe Paolo Karađorđević, reggente del regno di Jugoslavia, ad entrare nell'alleanza dell'Asse; ma alla fine di marzo del 1941 questi fu destituito da un gruppo di ufficiali dell'esercito jugoslavo favorevoli alla Gran Bretagna e venne proclamato re il principe Pietro II Karađorđević. La risposta di Hitler fu immediata ed efficace: il 6 aprile 1941, oltre venti divisioni della Wehrmacht, tra cui cinque Panzer-Division, invasero il paese balcanico travolgendo ogni resistenza, il 17 aprile la Jugoslavia capitolò e con la perdita di soli 558 uomini da parte tedesca, l'esercito jugoslavo fu distrutto e quasi 345.000 uomini fatti prigionieri.

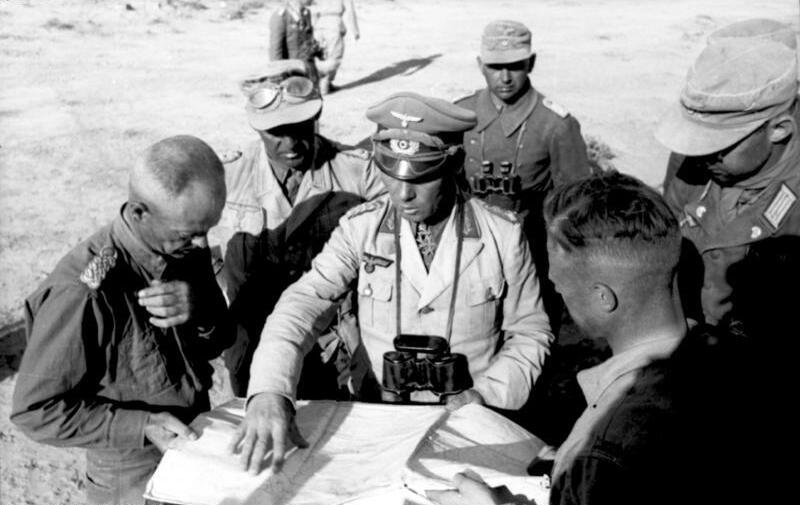
Al centro della foto Il generale Erwin Rommel, comandante del Deutsches Afrikakorps, discute con i suoi comandanti durante la campagna del deserto.

Contemporaneamente, per sostenere l'alleato italiano impegnato da mesi in un'aspra e deludente guerra di posizione contro l'esercito greco, sostenuto da un nuovo corpo di spedizione britannico, il 6 aprile 1941 la Wehrmacht invase anche la Grecia (operazione Marita), con le truppe della 12ª armata del generale Wilhelm List (tra cui tre Panzer-Division). Dopo una breve resistenza anche in questo caso, l'esercito tedesco concluse rapidamente e vittoriosamente la campagna: le truppe britanniche furono costrette a reimbarcarsi a partire dal 22 aprile per evitare la distruzione, le truppe greche schierate in Epiro contro gli italiani, prese alle spalle, si arresero il 20 aprile; la resa totale dell'esercito greco venne siglata a Salonicco il 24 aprile 1941.
La campagna si concluse con la conquista dell'isola di Creta, che fu ultimata dai paracadutisti tedeschi il 1º giugno dopo una violenta battaglia. Si trattò della prima invasione aviotrasportata della storia.
Nel frattempo il 12 febbraio 1941 il generale Erwin Rommel era arrivato a Tripoli per assumere il comando del corpo di spedizione tedesco in arrivo in Africa settentrionale per sostenere l'alleato italiano in grave difficoltà dopo la controffensiva britannica che aveva provocato un crollo delle truppe del maresciallo Graziani e la perdita dell'intera Cirenaica. Due giorni dopo arrivarono le prime unità combattenti di quello che sarebbe diventato il famoso Deutsches Afrikakorps: il generale tedesco lanciò il 13 marzo un'offensiva contro i britannici con la 5. Leichte-Division tedesca (nel frattempo arrivata interamente e composta da un reggimento corazzato, due battaglioni da ricognizione, tre batterie di artiglieria campale ed un battaglione antiaereo, due battaglioni mitraglieri, oltre a unità minori) e due divisioni italiane. Dopo alcuni brillanti successi iniziali che permisero di riconquistare gran parte della Cirenaica, le forze dell'Asse furono fermate dai britannici a Tobruch. Nei mesi successivi le forze dell'Afrikakorps vennero progressivamente accresciute con l'arrivo a scaglioni della 21. Panzer-Division, della 164ª divisione leggera e della 90ª divisione leggera, oltre che della brigata paracadutisti Ramcke e di vari reparti minori.

#### L'invasione dell'Unione Sovietica

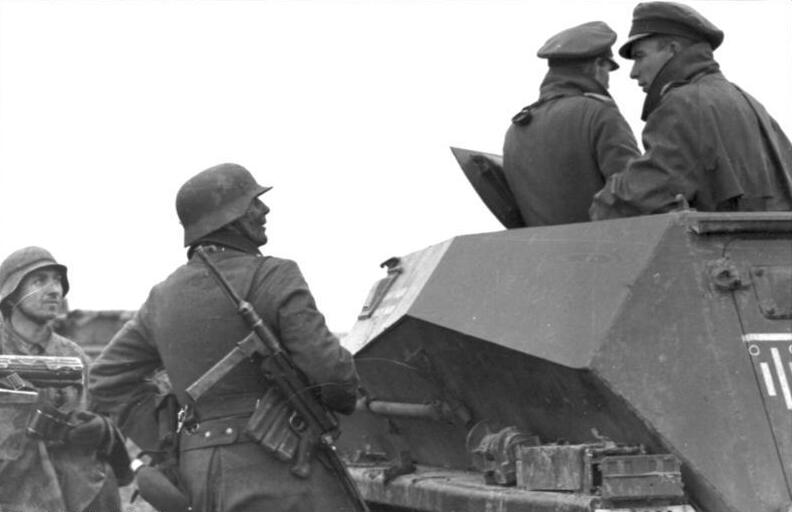
Soldati della Wehrmacht in azione sul fronte orientale nel 1941.

Il 22 giugno 1941 alle ore 3.15 fu lanciata l'Operazione Barbarossa, la più grande invasione della storia militare: per attaccare l'Unione Sovietica l'esercito tedesco poteva contare su 120 divisioni di fanteria, 14 divisioni motorizzate e 19 divisioni corazzate, per un totale di 3.680 carri armati e 3.400.000 uomini. Le forze tedesche erano divise in tre gruppi d'armate che dovevano operare su un vasto fronte; i loro obiettivi erano la distruzione dell'Armata Rossa e la conquista di tutto il territorio ad occidente della linea Volga-Arcangelo. Colta di sorpresa, a causa di gravi errori di direzione politico-militare di Stalin e dei suoi generali, l'Armata Rossa fu sul punto di crollare e subì perdite enormi; le colonne corazzate tedesche avanzarono in profondità e chiusero in grandi sacche le armate sovietiche di prima linea che vennero quasi completamente distrutte a Minsk, a Uman a Kiev.
Nel giro di sei mesi, l'Armata Rossa perse oltre 4.300.000 soldati, di cui quasi 3.000.000 di soldati morti o catturati, e le avanguardie della Wehrmacht arrivarono alle porte di Mosca. Tuttavia, nonostante i grandi successi, la conquista di gran parte dell'Ucraina, dei Paesi baltici, della Bielorussia, l'esercito tedesco alla fine dell'estate non era ancora riuscito a raggiungere i suoi obiettivi strategici né a disgregare la resistenza dell'esercito e dello stato sovietico. L'Armata Rossa, nonostante nuove sconfitte, fu in grado dall'autunno di rafforzare le sue difese e rallentare l'avanzata tedesca.
La battaglia di Mosca, combattuta in crescenti avversità climatiche che misero in grave difficoltà l'esercito tedesco non adeguatamente equipaggiato per l'inverno, si concluse alla fine dell'anno con la prima sconfitta strategica della Wehrmacht: i sovietici contrattaccarono dal 5 dicembre, e costrinsero alla ritirata le truppe tedesche che abbandonarono grandi quantità di equipaggiamenti e materiali. Per la prima volta nella seconda guerra mondiale la campagna non si era conclusa con la vittoria tedesca; il fronte orientale rimase quindi aperto e impegnò gran parte dell'esercito tedesco per i restanti anni della guerra. La Wehrmacht aveva subito notevoli perdite: al 31 dicembre 1941 oltre 830.000 soldati, di cui 173.000 morti e 35.000 dispersi che il 28 febbraio 1942 sarebbero saliti a 1.005.000 uomini (202.000 morti e 46.000 dispersi).

#### Le sconfitte decisive

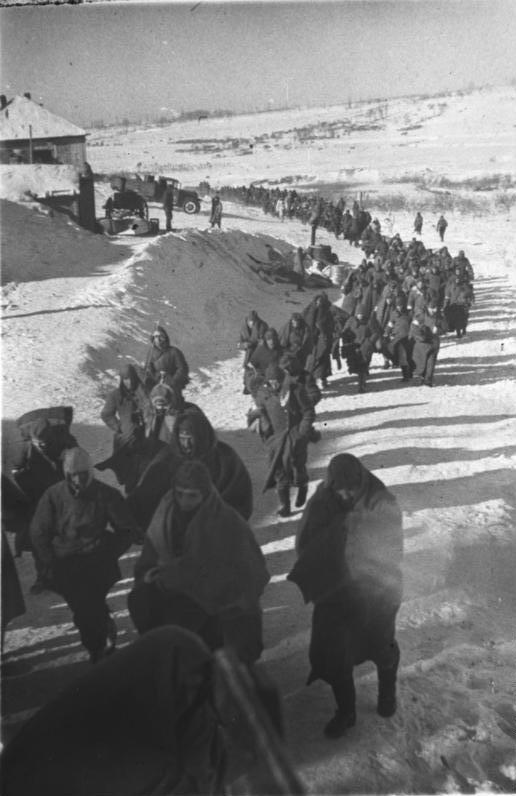
Prigionieri tedeschi catturati nella battaglia di Stalingrado

Dopo una serie di battaglie dall'esito alterno in Africa settentrionale, nella primavera 1942 le forze italo-tedesche del generale Rommel ottennero successi apparentemente decisivi, infliggendo una grave sconfitta all'esercito britannico nella battaglia di Gazala e riconquistando la Cirenaica con l'importante piazzaforte di Tobruch (il 20 giugno 1942). I reparti corazzati dell'Afrikakorps superarono rapidamente la frontiera egiziana, ma, a causa dell'esaurimento delle risorse e del rafforzamento nemico, l'offensiva si arrestò ad El Alamein, a 160 km da Alessandria d'Egitto.
Rommel, dopo la caduta di Tobruch, aveva sperato di poter sopperire alla scarsità di rifornimenti, che dovevano percorrere lunghissime linee di comunicazione via terra (2500 km da Tripoli e 1000 km da Bengasi) dopo aver effettuato la pericolosa rotta marittima attraverso il canale di Sicilia, sfruttando i materiali e gli equipaggiamenti catturati al nemico. Parte della colpa del problema rifornimenti era peraltro da ascrivere allo stesso Rommel che, deciso a proseguire subito l'avanzata verso l'Egitto, sollecitò il rinvio della progettata operazione Herkules, l'invasione dell'isola di Malta, da dove le forze aeree e navali britanniche intercettavano e colpivano duramente i convogli di rifornimenti dell'Asse.
Dopo la prima e la seconda battaglia di El Alamein, le forze dell'Asse dovettero ritirarsi di fronte alla insostenibile pressione della 8ª Armata inglese, e poi all'ulteriore minaccia costituita dallo sbarco alleato nel Marocco.
Abbandonata Tripoli e la Libia le forze dell'Asse si ritirarono in Tunisia dove continuarono la lotta; le esperte Panzer-Division tedesche riportarono ancora qualche successo tattico contro le truppe statunitensi appena entrate in azione, come nelle battaglie di Sidi Bou Zid e di Kasserine. Il DAK, nel frattempo diventato Panzerarmee Afrika prima e Deutsch-Italienische Panzerarmee e Heeresgruppe Afrika poi, e al cui comando dopo Rommel si erano succeduti vari generali, si arrese insieme alle altre truppe dell'Asse infine nel maggio del 1943
La perdita del Nord Africa e lo sbarco in Sicilia misero i tedeschi in una posizione difficile. Per fare dell'Italia un cuscinetto contro le forze alleate, i tedeschi mandarono oltre le Alpi divisioni pronte a prendere il possesso del paese dopo che il governo italiano stipulò l'armistizio di Cassibile, l'8 settembre 1943. Per mezzo di tenaci azioni difensive, a cui si aggiunsero le indecisioni degli Alleati, l'esercito tedesco comandato dal feldmaresciallo Albert Kesselring guadagnò tempo e riuscì a costruire una serie di linee difensive lungo la penisola, ritardando così l'avanzata alleata fino all'aprile del 1945.

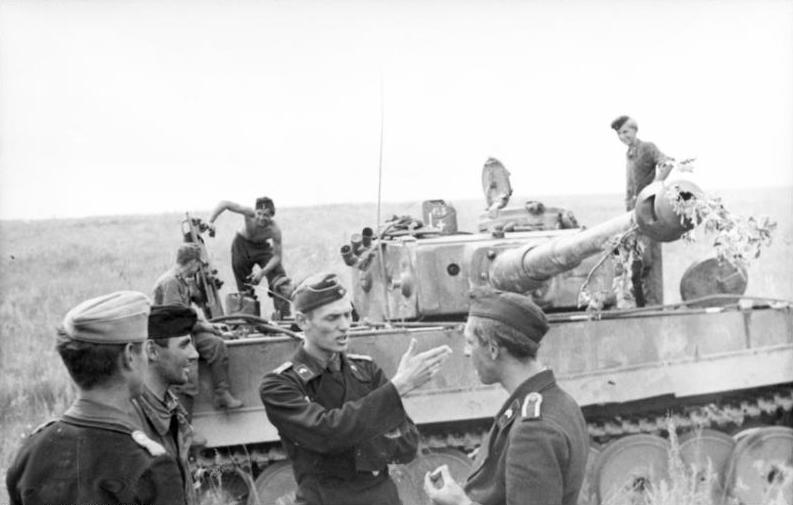
Die schwarze (i "neri", soprannome dei soldati delle Panzertruppen): gli equipaggi dei carri pesanti Panzer VI Tiger I discutono animatamente durante la campagna dell'estate 1943 sul fronte orientale

Nel 1942 la Wehrmacht fece un nuovo tentativo di sconfiggere definitivamente l'Unione Sovietica (operazione Blau); gli attacchi tedeschi si concentrarono nel settore meridionale del fronte orientale; il piano di Hitler prevedeva di conquistare il centro industriale di Stalingrado e il Caucaso con i suoi pozzi petroliferi, in modo che la Germania potesse accedere ai ricchi giacimenti minerari. L'offensiva, iniziata con notevoli successi, finì per esaurirsi senza ottenere una vittoria decisiva. Al contrario furono le forze tedesche che, soprattutto a causa della tenace resistenza sovietica intorno a Stalingrado, si logorarono inutilmente esponendosi alla controffensiva invernale dell'Armata Rossa. Il 19 novembre 1942 i sovietici lanciarono la grande operazione Urano che prese in trappola la 6ª armata tedesca; invece di permettere all'armata accerchiata di ritirarsi dalla città per evitare alla distruzione, Hitler insistette perché continuasse a combattere sul posto: nonostante tentativi di soccorso e la tenace difesa delle truppe accerchiate al comando del generale Paulus, i resti della 6ª armata furono infine costretti alla resa dalle forze sovietiche il 2 febbraio 1943. La disfatta di Stalingrado segnò una svolta decisiva, militare, politica e psicologica, a favore dell'Armata Rossa nella guerra sul fronte orientale.
Nonostante la sconfitta di Stalingrado e le successive disfatte subite a gennaio e febbraio 1943 nel settore meridionale dalle truppe tedesche e dai contingenti delle nazioni alleate, la Wehrmacht riuscì infine a stabilizzare il fronte dell'est nel marzo 1943 e durante la primavera riorganizzò le sue forze, in modo che l'estate successiva gli effettivi dell'esercito tedesco sul fronte orientale ammontarono a circa 3.400.000 di uomini (tre quarti dell'intero esercito) con oltre 4.000 carri armati. Durante questa tregua Hitler e il comando tedesco avevano preparato l'Operazione Zitadelle, l'attacco del saliente di Kursk da cui speravano di ottenere una grande vittoria strategica; la nuova offensiva non ebbe successo e i tedeschi subirono gravi perdite, senza ottenere un risultato decisivo. La battaglia di Kursk e i successivi aspri scontri nelle regioni di Char'kov e Orël, indebolirono fortemente le divisioni corazzate tedesche: oltre 1.000 carri armati furono distrutti nei mesi di luglio e agosto 1943. Dopo il fallimento di Kursk, i tedeschi persero definitivamente l'iniziativa strategica sul fronte orientale e furono costretti a mantenersi costantemente sulla difensiva di fronte alle continue offensive dell'Armata Rossa.

#### Le controffensive alleate
A partire dalla metà del 1943 la situazione della Germania si aggravò anche nei cieli d'Europa; il Bomber Command britannico e le sempre crescenti forze aeree statunitensi incrementarono costantemente i bombardamenti strategici sulle regioni occupate e soprattutto all'interno del Reich, le cui città vennero devastate e le cui strutture industriali vennero molto indebolite. Malgrado sforzi notevoli per incrementare le difese, per potenziare gli arsenali con mezzi aerei sempre più moderni e il grande impegno dei piloti tedeschi, le forze da caccia diurna e notturna della Luftwaffe, in sempre maggiore inferiorità numerica e tecnica a causa anche degli errori di strategia e di pianificazione di Göring e dei suoi generali, non furono in grado di fermare la distruzione delle città tedesche e le conseguenti gravi perdite di civili.
Dopo la sconfitta della Francia nell'estate del 1940, l'abbandono dei piani per invadere la Gran Bretagna e la decisione di Hitler di sferrare l'operazione Barbarossa contro l'Unione Sovietica con il grosso delle forze della Wehrmacht, l'esercito tedesco assunse un ruolo difensivo nell'Europa occidentale occupata. Inizialmente la Francia divenne principalmente un terreno per riorganizzare le divisioni ritirate dal fronte orientale, ma dall'autunno del 1943 l'OKW inizio a predisporre opere difensive (il cosiddetto Vallo Atlantico) per contrastare un'invasione da parte delle potenze anglosassoni della "Fortezza Europa".
Le limitate forze della Wehrmacht in occidente furono sorprese il 6 giugno 1944 dagli sbarchi alleati in Normandia, molti comandanti tedeschi ritenevano, infatti, che l'invasione sarebbe avvenuta nella regione del Passo di Calais; malgrado la schiacciante superiorità di uomini e di mezzi del nemico, Hitler impose la resistenza sul posto e quindi per due mesi l'esercito tedesco si batté tenacemente per impedire il crollo dell'"invasionfront". In agosto, lo sfondamento americano di Avranches e il disastro di Falaise provocarono la totale sconfitta della Wehrmacht, intralciata anche dagli irrealistici ordini del Führer; i resti delle forze tedesche in occidente dovettero ritirarsi precipitosamente verso i confine della Germania nell'autunno del 1944 abbandonando gran parte dei territori occupati. Questa ritirata costò all'esercito tedesco gravi perdite di uomini e mezzi.
La maggior parte delle forze della Wehrmacht rimasero sempre impegnate sul fronte orientale dove combatterono nell'inverno 1943-1944 una serie di sanguinose e drammatiche battaglie che si conclusero con nuove disfatte, con la perdita dell'intera Ucraina e della Crimea, e con il ripiegamento fino al confine rumeno. Nell'estate 1944, contemporaneamente allo sbarco alleato in Francia, l'Armata Rossa diede inizio alle grandi offensive che provocarono il crollo del Gruppo d'armate Centro (operazione Bagration), la liberazione della Bielorussia, la conquista dei Paesi baltici e l'arrivo delle truppe sovietiche al confine tedesco in Prussia Orientale. La situazione della Wehrmacht precipitò anche nei Balcani: i sovietici invasero la Romania, che abbandonò repentinamente il campo tedesco, e la Bulgaria. L'esercito tedesco dovette abbandonare la Grecia e la Jugoslavia, e ripiegare in Ungheria dove organizzò un'aspra difesa davanti a Budapest; la Wehrmacht subì quasi un milione di perdite sul fronte orientale nella seconda metà del 1944 ma riuscì alla fine a stabilizzare momentaneamente il fronte sulla Vistola e sul Narew.

#### Il collasso e la sconfitta

Il Reichstag dopo la battaglia finale di Berlino

Entro la fine del 1944 anche la linea del fronte occidentale venne stabilizzata e vennero elaborati piani per l'ultima offensiva tedesca della guerra in occidente, la battaglia delle Ardenne. Nonostante alcuni successi iniziali, l'operazione terminò in un fallimento e i tedeschi dovettero ripiegare dietro il Reno; l'assenza di appoggio aereo e la scarsità di ogni tipo di materiale necessario per la guerra resero la sconfitta inevitabile. Il 7 marzo 1945 le truppe americane superarono il Reno a Remagen e nelle settimane seguenti le forze alleate dilagarono nella Germania occidentale, di fronte ad una resistenza sempre più debole delle residue forze della Wehrmacht in occidente. In aprile gli americani raggiunsero il fiume Elba, dove si arrestarono per ordini superiori, mentre altre forze alleate occuparono Amburgo, Norimberga e Monaco di Baviera.
Il 12 gennaio 1945 l'Armata Rossa sferrò la sua ultima offensiva invernale sul fronte orientale; le forze della Wehrmacht, in grave inferiorità di uomini e mezzi, subirono una grave sconfitta sulla Vistola e dovettero ripiegare fino all'Oder dove venne ricostituito a metà febbraio un fronte stabile per sbarrare la via di Berlino. In Prussia Orientale, Pomerania e Slesia i soldati tedeschi si batterono accanitamente fino ad aprile per difendere queste regioni storiche e per proteggere le popolazioni. Le navi della Kriegsmarine intervennero in questa fase con efficacia contribuendo con il fuoco delle loro artiglierie a rafforzare le difese ed evacuando centinaia di migliaia di soldati e civili prima dell'arrivo dei sovietici; Königsberg cadde il 9 aprile.
A partire da febbraio la Wehrmacht trasferì gran parte delle sue forze ancora efficienti sul fronte orientale per combattere un'ultima battaglia in difesa della capitale del Reich ed impedire l'invasione della Germania da parte dell'Armata Rossa. La battaglia di Berlino ebbe iniziò il 16 aprile, ma fin dal 13 aprile i sovietici avevano occupato Vienna dopo aver respinto in marzo un ultimo contrattacco delle Panzer-Division in Ungheria. Dopo scontri molto duri e pesanti perdite da entrambe le parti la capitale del Reich venne accerchiata (23 aprile) e conquistata dopo combattimenti cittadini. Hitler, rimasto nel bunker della Cancelleria, decise di suicidarsi il 30 aprile e il 2 maggio 1945 l'esercito sovietico divenne padrone della capitale tedesca.
Durante la seconda guerra mondiale la grande maggioranza delle forze militari della Germania furono assorbite e progressivamente logorate dal fronte orientale: vi morirono quasi 4 milioni di soldati tedeschi.

### La resa incondizionata

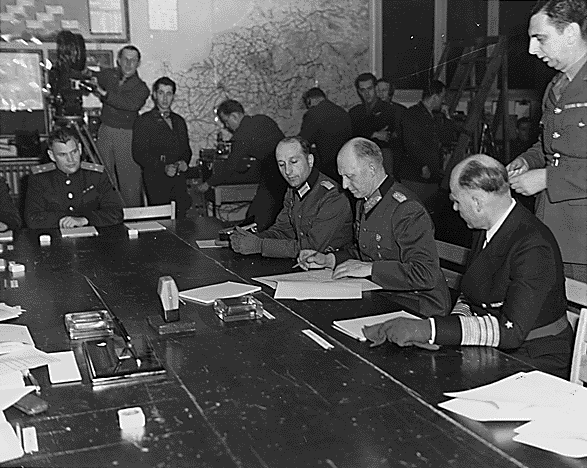
Reims, sede del quartier generale dello SHAEF: il generale Alfred Jodl firma il 7 maggio 1945 la resa generale e incondizionata della Wehrmacht.

Dopo il suicidio di Hitler i poteri passarono all'ammiraglio Karl Dönitz, suo successore designato dopo la destituzione di Göring che aveva tentato di entrare in trattative con gli Alleati. Il 7 maggio a Reims alle ore 02.41, presso il quartier generale del comandante in capo alleato, generale Dwight David Eisenhower, il generale Jodl firmò la resa incondizionata di tutte le forze tedesche agli alleati. Resa che avrebbe dovuto avere effetto dalle 23:01 dell'8 maggio 1945 anche se ogni azione di guerra sul fronte occidentale cessò immediatamente alla firma della resa.
Il giorno seguente, 8 maggio, a Karlshorst, presso Berlino, venne firmata dal feldmaresciallo Keitel una nuova resa generale tedesca al quartier generale sovietico del maresciallo Georgij Žukov alla presenza dei rappresentanti degli Alleati occidentali. In precedenza, il 29 aprile si erano già arrese le truppe tedesche schierate sul fronte italiano, e il 3 maggio avevano ceduto le armi le armate in combattimento nella Germania Settentrionale.
Le ultime truppe della Wehrmacht a cedere le armi furono i piccoli nuclei rimasti isolati nella costa baltica, la 16ª e 18ª armata da molti mesi isolate in Curlandia che si arresero ai sovietici il 9 maggio, e il Gruppo d'armate Centro del feldmaresciallo Ferdinand Schörner che continuò a combattere in Boemia e Sassonia prima di arrendersi l'11 maggio alle forze sovietiche del 1° Fronte ucraino del maresciallo Ivan Konev.
Negli ultimi giorni di guerra molte unità tedesche cercarono di raggiungere il territorio controllato dagli anglo-americani per non arrendersi all'Armata Rossa, tuttavia, circa 480.000 soldati della Wehrmacht furono catturati dai sovietici durante la battaglia di Berlino, 600.000 in Boemia e 200.000 in Curlandia. Circa 1 milione di uomini venne invece preso prigioniero nel complesso dalle truppe alleate in Italia.

### Il dopoguerra
Dopo la resa incondizionata e la fine del Terzo Reich, alla Germania venne proibita la formazione di un esercito indipendente dotato di armamenti moderni. Ci vollero dieci anni prima che le tensioni della guerra fredda spingessero alla creazione di forze militari indipendenti da parte della Repubblica Federale Tedesca e della Repubblica Democratica Tedesca. L'esercito della Germania Ovest venne ufficialmente creato il 5 maggio 1955, con il nome di Bundeswehr (forze difensive federali). Nella Germania Est, per contraltare, venne creato il 1º marzo 1957 l'esercito nazionale del popolo (in tedesco: Nationale Volksarmee). Ciascuna delle due forze venne creata con la consulenza e con l'impiego attivo di ufficiali esperti della defunta Wehrmacht.

## La tecnologia

### L'innovazione nei materiali
I materiali che venivano messi a disposizione delle forze armate erano frutto di ricerche che si collocavano all'avanguardia, e venivano prodotti in stretta collaborazione con le forze armate. Per quanto riguarda la Luftwaffe, esisteva un apposito Ministero dell'Aria del Reich, o RLM (in tedesco Reichsluftfahrtministerium), incaricato dello sviluppo e della produzione dei velivoli, soprattutto per la forza armata, ma anche ad uso civile. Hermann Göring mantenne sempre uno stretto controllo su tutto ciò che volava, ostacolando anche lo sviluppo di unità operative aeree all'interno della Kriegsmarine, che aveva messo in programma una classe di portaerei, la Graf Zeppelin, già dal 1935. D'altro canto, Hitler condizionò pesantemente l'evoluzione delle forze armate e le strategie di approvvigionamento, tramite il suo ministro Albert Speer, così come quelle operative, con una immanenza che divenne paranoia dopo il fallito attentato di Rastenburg del 20 luglio 1944.

### L'innovazione nelle tattiche

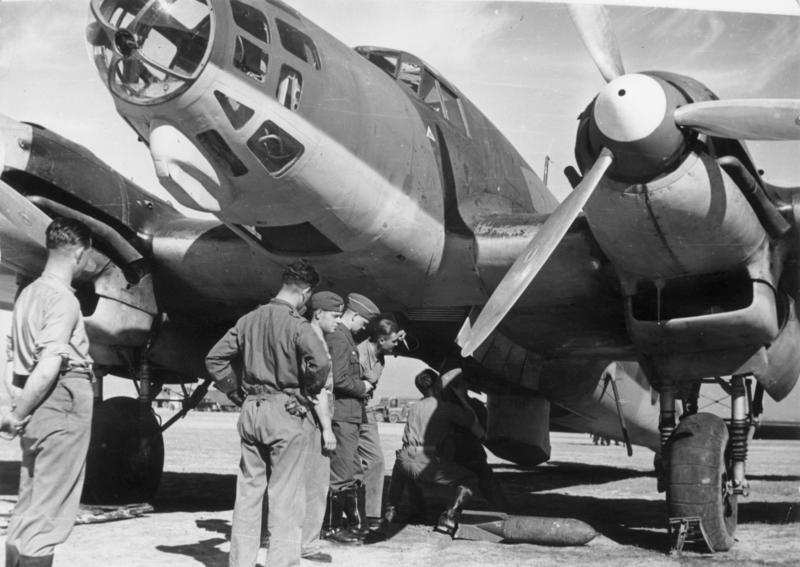
Uno Heinkel He 111 della Legione Condor all'aeroporto di Lerida durante il caricamento delle bombe.

Le forze armate tedesche sperimentarono importanti innovazioni nelle tattiche di guerra terrestre ed aerea; in terra con la blitzkrieg venne rivoluzionato il concetto di utilizzo dei mezzi corazzati, soprattutto dal generale Heinz Guderian, con ampi studi sulle tattiche per usare i carri armati supportati da fanteria meccanizzata come massa di manovra veloce e potente invece che come appoggio alla fanteria, come molti eserciti continueranno a fare anche dopo l'inizio della seconda guerra mondiale. Guderian, fin dal 1920 col grado di maggiore fu aggregato ad uno stato maggiore clandestino denominato Truppenamt (ufficio truppe) dove poté sperimentare le sue tattiche innovative con finti carri armati montati su trattori e camion, mettendo inoltre a frutto le sue cognizioni tecniche di ufficiale delle trasmissioni, ruolo ricoperto durante la prima guerra mondiale, per sviluppare ed affinare la rapidità di collegamenti e cooperazione di grandi masse di mezzi corazzati sul campo di battaglia; le sue teorie furono trattate in un libro, Achtung – Panzer!, pubblicato nel 1937, che troverà applicazione durante l'invasione della Polonia del 1939. Altro aspetto fondamentale fu una stretta cooperazione tra forze di terra e di aria, con l'affermarsi degli aerei da supporto tattico ravvicinato coordinati con le truppe attraverso controllori a terra. Tra gli aerei che verranno sviluppati allo scopo, il famoso bombardiere in picchiata Stuka.
Le nuove tattiche di combattimento venivano sperimentate, quando possibile, su reali teatri operativi; in quest'ottica venne visto l'impegno della Kriegsmarine e della Luftwaffe nella guerra civile spagnola, scoppiata nel 1936, dove la prima venne impegnata nel blocco navale delle coste spagnole, ufficialmente per prevenire il contrabbando di armi, ma in realtà per impedirne l'afflusso alla sola parte repubblicana, fronteggiando anche in alcune circostanze la Royal Navy.

### L'industria bellica
L'industria bellica tedesca procedette alla produzione dei mezzi per il riarmo della Wehrmacht inizialmente tra mille cautele, viste le limitazioni imposte dal trattato di Versailles. Durante i primi anni i mezzi terrestri ed aerei vennero ufficialmente prodotti per uso civile, ma con poche modifiche potevano essere utilizzati per scopi militari. Anche le navi da guerra inizialmente erano conformi ai dettami del trattato, che ponevano come limite 6 corazzate, 6 incrociatori leggeri, 12 cacciatorpediniere, 12 torpediniere e nessun sottomarino.

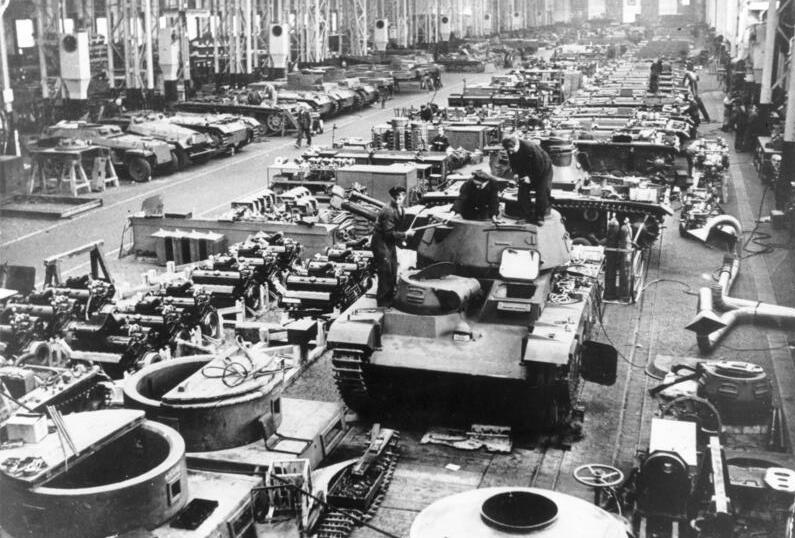
Una fabbrica tedesca di panzer e mezzi corazzati.

Una figura chiave dell'industria tedesca di quel periodo fu Gustav Krupp, direttore dell'omonima fabbrica attiva nel settore dell'acciaio e delle munizioni. Visto dagli Alleati come uno dei responsabili della potenza dell'Impero tedesco durante la prima guerra mondiale e contrario alla Repubblica di Weimar, sin dal 1922 egli tenne contatti con il generale Hans von Seeckt (propugnatore di un riarmo tedesco) e, nonostante sei mesi di prigionia scontati per aver violato il trattato di Versailles, stipulò accordi con fabbriche straniere offrendosi di progettare brevetti e concedere licenze in cambio di azioni finanziarie. In tal modo il personale tecnico rimase sempre attivo e anche quando i governi esteri vietarono le collaborazioni, Krupp fondò delle holding per aggirare il problema.
Una volta salito al potere nel 1933 Hitler spese parte delle sue energie a potenziare e farsi amica l'industria pesante tedesca. Lo stesso Gustav Krupp, inizialmente diffidente, scansò ogni dubbio e appoggiò la causa del dittatore tedesco convinto della possibilità di una rinascita della Germania, arrivando persino a raccogliere soldi per il Partito Nazista e ad introdurre il saluto nazista nelle fabbriche di sua proprietà. In parallelo all'avvio di grandi costruzioni pubbliche (prima tra tutte una nuova rete stradale) Hitler si avvicinò anche all'industria chimica firmando nel dicembre 1933 un accordo con il titolare della IG Farben Carl Bosch nel quale era assicurata la produzione dietro compenso di varie agevolazioni fiscali. Altri provvedimenti tesi a migliorare le condizioni degli industriali furono l'abolizione degli scioperi e la messa al bando dei sindacati.

## Organizzazione

### Struttura di comando
I gradi dello Heer e della Kriegsmarine rimasero immutati nella denominazione rispetto a quelli presenti nella Reichsheer e nella Reichsmarine; i gradi della Luftwaffe vennero mutuati da quelli dell'esercito.

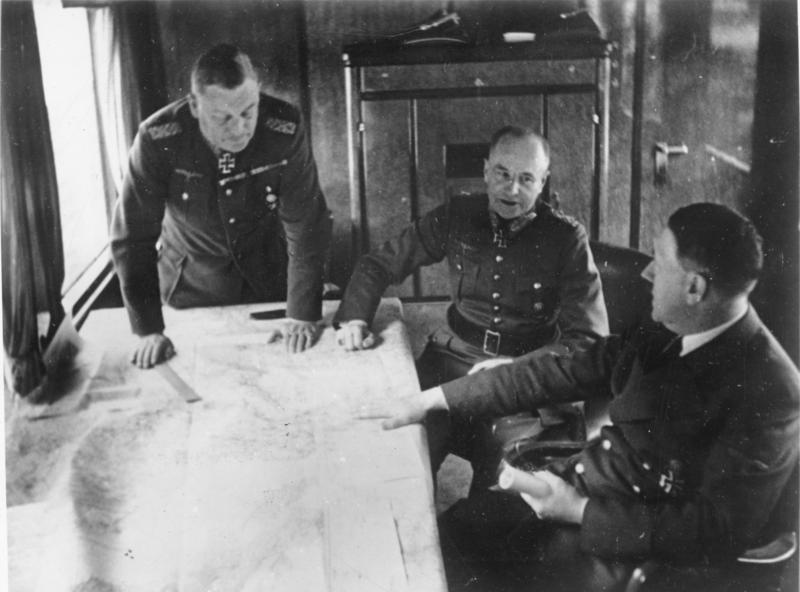
Hitler, von Brauchitsch e Keitel durante una riunione allo OKW

La Wehrmacht nacque ufficialmente, sostituendo formalmente la Reichswehr, il 16 marzo 1935, giorno in cui il Terzo Reich diede notizia al mondo dell'abrogazione delle clausole contro il riarmo tedesco previste dal trattato di Versailles e della reintroduzione del servizio militare obbligatorio con un effettivo iniziale di 36 divisioni, tra cui tre Panzer-Division, le nuove divisioni corazzate.
La struttura della Wehrmacht crebbe seguendo l'ascesa al potere del partito nazista e la sua aggressiva politica espansionistica in Europa, anche se le tre armi non ebbero la stessa evoluzione; mentre lo Heer, la cui struttura di comando era formata prevalentemente da ufficiali provenienti dall'aristocrazia tedesca, era più tradizionalista, così come la Kriegsmarine, la Luftwaffe, arma neonata e con a capo il feldmaresciallo Göring, già ufficiale pilota durante la prima guerra mondiale, era molto più vicina al nazismo, anche se non a livello delle milizie di partito come SA ed SS.
Ufficialmente, il comandante in capo della Wehrmacht era il Cancelliere del Reich, posizione che Adolf Hitler mantenne dal 1933, quando assunse tale carica, fino al suo suicidio nell'aprile del 1945. L'influenza degli alti ufficiali sulle scelte politiche della nazione era già tradizionalmente limitata dalla tradizione prussiana e dall'indottrinamento di von Seekt riguardo ad una cieca obbedienza; nel 1938 fu evidente che nelle alte gerarchie esisteva comunque una sacca di dissenso, da un lato mitigata dalla manifesta volontà di Hitler di restaurare la potenza delle forze armate tedesche ma comunque rinfocolata dal fatto che il cancelliere non era un appartenente alla casta aristocratico-militare; avvalendosi del prestigio raccolto con i risultati della Conferenza di Monaco che annetteva i Sudeti alla Germania senza sparare un colpo, Hitler impose le dimissioni del generale Beck da capo di stato maggiore dello Heer.
Nel marzo del 1938, dopo la destituzione dei generali von Blomberg e von Fritsch a seguito di torbidi scandali sessuali, Hitler abrogò la carica di Ministro della Guerra (tenuta fino a quel momento da von Blomberg), assunse il comando supremo della Wehrmacht e venne organizzata una nuova struttura di comando unificata delle forze armate tedesche denominata Oberkommando der Wehrmacht (OKW - Alto Comando delle Forze Armate) di cui venne nominato comandante il Generaloberst (poi feldmaresciallo) Wilhelm Keitel.
La struttura gerarchica delle forze armate tedesche era rigidamente centralizzata: al vertice stava quindi il Comando Supremo delle Forze Armate, l'OKW (Oberkommando der Wehrmacht) guidato da Hitler in persona con uno Stato maggiore delle forze armate diretto dal generale Keitel, coadiuvato dal capo di stato maggiore, generale Alfred Jodl, e dal capo ufficio operazioni, colonnello Walter Warlimont, che coordinava tutte le azioni militari; tuttavia, le singole armi (esercito, aviazione, marina) erano gestite autonomamente dai rispettivi alti comandi. Esisteva quindi l'Oberkommando des Heeres (OKH), diretto dal generale Walther von Brauchitsch; l'Oberkommando der Marine (OKM), tenuto dall'ammiraglio Erich Raeder; e l'Oberkommando der Luftwaffe (OKL) al cui vertice c'era il reichsmarschall Hermann Göring. L'autonomia della Luftwaffe era ancora più ampia di quella delle altre forze a causa dell'influenza esercitata da Göring, dovuta alla sua appartenenza all'élite del partito nazista. Göring, eroe pluridecorato della prima guerra mondiale e marito di un'aristocratica, delegava ampiamente ai suoi subordinati la parte attuativa a causa della sua incompetenza, ma curava moltissimo l'aspetto dell'immagine, apparendo al popolo tedesco come l'ultimo uomo del Rinascimento.
A metà del 1942 la Luftwaffe si ritrovò con 200.000 unità di personale in eccesso, proveniente soprattutto dai servizi a terra e anziché cederli all'esercito per ripianare le spaventose perdite delle divisioni impiegate sul fronte orientale, allestì un suo esercito di terra con numerose divisioni di fanteria (le Luftwaffe Feld-Division), che peraltro si dimostrarono di modesta efficienza bellica, e con unità di artiglieria pesante e leggera contraerea che invece si resero utilissime anche nella guerra terrestre, impiegate in funzione controcarro. Combattive e temute furono soprattutto le divisioni paracadutiste (Fallschirmjäger) che furono impiegate proficuamente su tutti i fronti e che erano sotto l'esclusivo controllo della Luftwaffe. Infine nel 1942 venne costituita anche una divisione corazzata di paracadutisti, in realtà una vera e propria divisione panzer in cui il termine paracadutista era prettamente onorifico, la Fallschirm-Panzer-Division "Hermann Göring".

## I crimini e il ruolo della Wehrmacht nella guerra di annientamento
In tempi recenti la storiografia internazionale ha posto grande attenzione al ruolo svolto dalla Wehrmacht nella condotta criminale tedesca durante la seconda guerra mondiale, soprattutto nella guerra di sterminio e annientamento combattuta sul fronte orientale. Superando la concezione che attribuiva un ruolo esclusivo nelle atrocità e nelle repressioni alle SS e all'apparato poliziesco nazista, gli storici hanno evidenziato che la Wehrmacht prese parte attiva, nelle sue strutture dirigenti di comando ed a livello di reparti combattenti sul campo, alle politiche di annientamento, distruzione e rappresaglia condotte dal Terzo Reich durante la guerra.

### Guerra di annientamento all'est
Già durante la campagna di Polonia la Wehrmacht si comportò, secondo le direttive di Hitler, con grande aggressività e brutalità nei confronti dei soldati e civili polacchi; pur non partecipando direttamente alle operazioni di devastazione e annientamento condotte principalmente dalle SS, i soldati tedeschi reagirono, di fronte alla dura difesa polacca, fucilando sommariamente circa 3.000 soldati nemici. Inoltre repressero sanguinosamente manifestazioni di ostilità o resistenza da parte di civili: circa 7.000 furono uccisi. Le strutture dirigenti di comando della Wehrmacht non frenarono questi eccessi e non si opposero alle indicazioni di Hitler, a parte la protesta formale del generale Blaskowitz che peraltro fu del tutto priva di risultati.
Sul fronte occidentale nel 1940, solo le Waffen-SS effettuarono sporadicamente alcune rappresaglie e uccisioni sommarie di prigionieri Alleati, mentre i membri dell'esercito mantennero un comportamento nel complesso corretto.
Fu con l'invasione dell'Unione Sovietica che la Wehrmacht partecipò in modo attivo e diretto alla condotta di guerra decisa da Hitler e basata sui concetti fondamentali di annientamento delle razze slave, di estirpazione del comunismo e dell'ebraismo, di deportazione e colonizzazione delle terre dell'est. Il decreto di Hitler del 13 maggio 1941 sulla "giurisdizione", che consentiva liberamente al soldato tedesco di effettuare azioni di estrema brutalità contro il nemico (anche contro la popolazione civile in caso di resistenza) senza temere conseguenze disciplinari o giudiziarie, e il decreto del 6 giugno "sui commissari politici", che ordinava di fucilare sommariamente i commissari dell'Armata Rossa catturati, furono i pilastri formali della condotta di guerra tedesca sul fronte orientale.

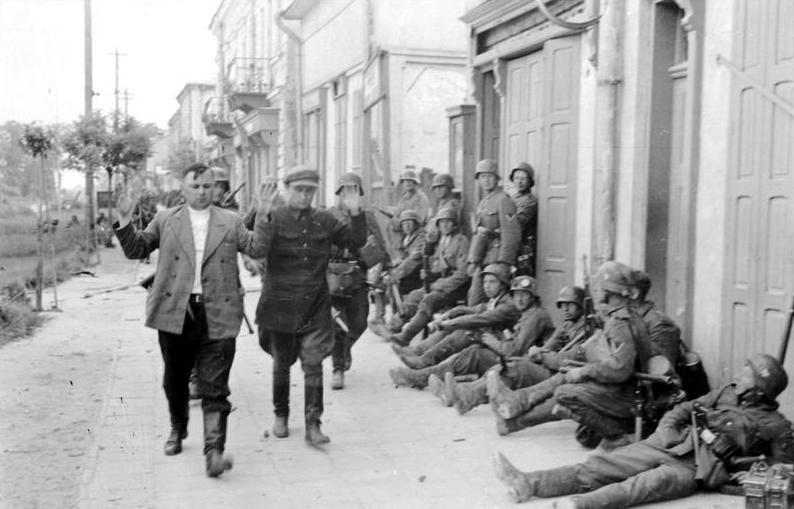
Russi in abiti civili catturati dai soldati tedeschi, nei primi giorni dell'operazione Barbarossa.

Queste disposizioni del Führer vennero eseguite fin dal 22 giugno 1941 dai soldati della Wehrmacht che, impegnati in una lotta crudele in un territorio inospitale, esposti, se catturati, alla morte e alle violenze da parte dei soldati sovietici, operarono con grande durezza. Mentre furono gli Einsatzgruppen che si incaricarono delle misure di annientamento delle popolazioni ebraiche e dei membri dell'apparato comunista, i reparti della Wehrmacht eseguirono sistematicamente l'ordine di fucilare i commissari politici; oltre l'80% delle divisioni tedesche partecipò alle esecuzioni e circa 7.000-8.000 uomini furono uccisi. Inoltre la Wehrmacht si comportò brutalmente verso i milioni di prigionieri sovietici catturati; i soldati nemici vennero raccolti in campi all'aperto e lasciati senza alimentazione: oltre 2,5 milioni morirono entro il primo anno, di cui 845.000 in campi direttamente amministrati dalla Wehrmacht nelle immediate retrovie del fronte.
Il ruolo dei reparti della Wehrmacht nello sterminio ebraico fu più limitato: solo circa 20.000 persone vennero direttamente uccise dai soldati tedeschi, prevalentemente appartenenti a formazioni di seconda linea o di sicurezza nelle retrovie, ma nel complesso l'esercito collaborò senza attriti ed in un'atmosfera di stretta collaborazione con gli apparati nazisti incaricati della raccolta, deportazione e annientamento della popolazione ebraica dell'est. In particolare, molti soldati tedeschi e soprattutto i comandanti sul campo erano a conoscenza delle atrocità, e in alcuni casi gli ufficiali superiori, come i generali von Reichenau, Hoepner e von Manstein approvarono fortemente le disposizioni anti-ebraiche e sollecitarono alla massima durezza contro il pericolo "giudaico-bolscevico".

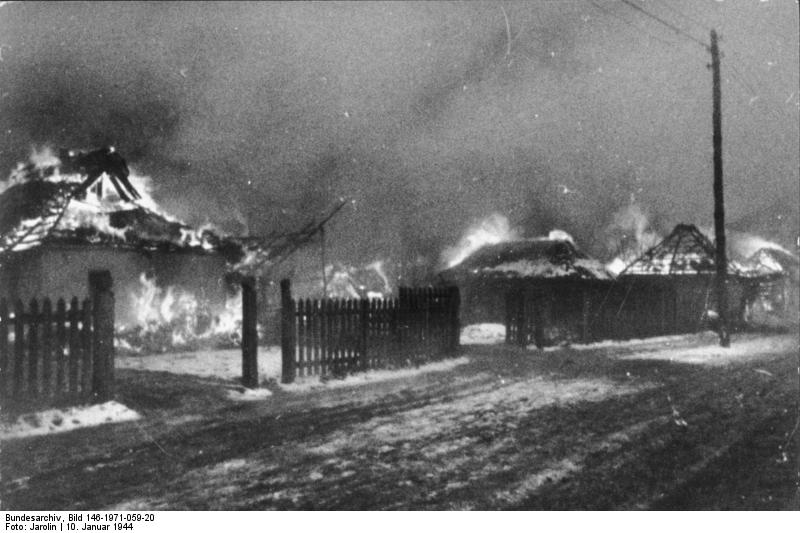
Villaggio sovietico in fiamme.

Il ruolo della Wehrmacht fu centrale nelle cosiddette operazioni di "pacificazione" e nelle devastazioni operate dai tedeschi sul suolo sovietico soprattutto nella lenta ritirata degli ultimi anni della guerra. Dopo una fase iniziale non molto preoccupante per l'invasore, la resistenza partigiana nei territori occupati si intensificò costantemente a partire dall'autunno 1941. Fin da luglio peraltro Hitler aveva già ordinato di procedere con la massima durezza alla repressione ed alla rappresaglia sulla popolazione civile, allo scopo di sradicare completamente l'opposizione al dominio tedesco. I metodi di repressione adottati dalla Wehrmacht, pienamente condivisi dai generali (con alcune eccezioni come il generale Rudolf Schmidt) che diramarono una serie di direttive draconiane alle truppe, prevedevano le fucilazioni sommarie, la distruzione di villaggi, la devastazione dei beni, la rappresaglia sui civili. Le operazioni antipartigiane vennero incrementate a partire dal 1942 con la partecipazione in forze anche dei reparti combattenti di prima linea della Wehrmacht: vennero organizzate le cosiddette "grandi spedizioni" e le "zone morte", territori in cui era stata deportata tutta la popolazione e quindi con campo d'azione libero per i militari. Durante la guerra antipartigiana furono uccisi circa 500.000 cittadini sovietici, in grande maggioranza popolazione civile colpita per rappresaglia. Hitler aveva diramato il 16 dicembre 1942 una direttiva per la "repressione del banditismo" in cui prescriveva di impiegare ogni mezzo, anche contro donne e bambini.
Il comportamento della Wehrmacht nei territori occupati dell'est fu caratterizzato nel complesso da senso di superiorità razziale, mancanza di scrupoli morali e totale fiducia nella violenza; le regioni orientali vennero depredate delle risorse economiche a favore delle esigenze dell'esercito tedesco, senza riguardi per i civili, le popolazioni vennero impiegate in lavori forzati (circa 600.000 persone) o deportate nel Reich per l'utilizzo coatto nell'industria bellica tedesca (2,8 milioni di persone). A partire dal 1943 inoltre la Wehrmacht mise in pratica in modo totale e sistematico la politica della "terra bruciata": città e villaggi vennero distrutti o incendiati, le risorse agricole o industriali devastate, la popolazione costretta a seguire verso ovest l'esercito tedesco in ritirata. Rimane un'ampia variabilità di valutazioni sul numero di soldati tedeschi che presero parte concretamente a questi crimini all'est: Hannes Heer ha parlato di un 60-80% di soldati tedeschi coinvolti (equivalenti a 6-8 milioni di uomini), mentre una valutazione minima di Rolf-Dietrich Müller ha calcolato il 5% di partecipazione che rappresenta comunque oltre 500.000 soldati tedeschi.

### Rappresaglia e repressione sugli altri fronti
Nei Balcani dopo una breve fase iniziale, l'esercito tedesco reagì brutalmente al sorgere della resistenza partigiana e impiegò metodi di lotta brutali e violenti, codificati dalla direttiva dell'OKW del 16 settembre 1941 "sugli ostaggi" che prevedeva l'uccisione di cento ostaggi per ogni soldato tedesco ucciso e cinquanta per ogni ferito. I primi eccidi di massa si verificarono nell'ottobre 1941 a Kraljevo e Kragujevac in risposta ad attacchi dei cetnici e dei partigiani jugoslavi. Fino alla fine della guerra la Wehrmacht continuò la sua dura repressione contro partigiani e civili nel fronte jugoslavo dove notevoli forze tedesche, fino a circa venti divisioni nel 1943, dovettero impegnarsi in continue ed estenuanti operazioni anti-guerriglia, costose e inefficaci, senza riuscire a distruggere l'Esercito Popolare di Liberazione della Jugoslavia o almeno bloccare la sua espansione. Ingenti distruzioni devastarono il territorio e circa 350.000 persone caddero vittime dell'esercito tedesco, tra cui circa un terzo costituito da civili estranei alla lotta armata. Anche in Grecia la Wehrmacht mostrò grande durezza e represse violentemente le attività di resistenza, colpendo senza discriminazione anche i civili, circa 21.000 persone furono uccise dai soldati tedeschi per rappresaglia.

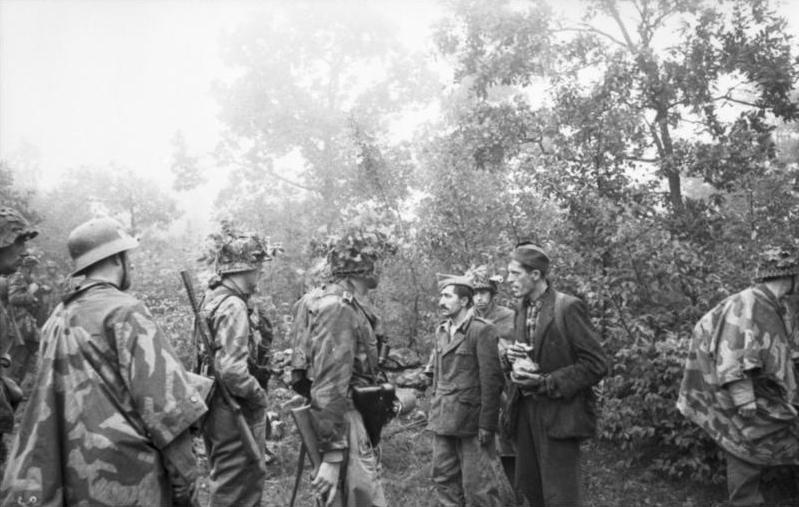
Soldati tedeschi impegnati in un rastrellamento sul fronte jugoslavo.

Anche sugli altri fronti, eccettuato forse quello africano, unità della Wehrmacht si resero protagoniste di crimini verso prigionieri di guerra, militari e civili, soprattutto negli ultimi anni di guerra; tuttavia la dimensione di questi crimini fu molto inferiore a quella presente all'est e nei Balcani, in relazione principalmente al minore livello di resistenza incontrato, alla durata del periodo di occupazione e alla percezione ideologico-razziale, da parte dei soldati tedeschi, del nemico. In Italia, l'esercito tedesco dispiegò dopo l'8 settembre, una forte carica di violenza e di odio conseguente ai tradizionali pregiudizi razziali e al presunto tradimento da parte dell'ex-alleato. Durante l'operazione Achse la Wehrmacht disarmò rapidamente i reparti del Regio Esercito e si macchiò di numerose atrocità, come l'eccidio di Coo, l'eccidio di Cefalonia e il massacro di Treglia, con l'uccisione sommaria di almeno 6.800 militari, di cui oltre 5.000 solo a Cefalonia. Inoltre durante il periodo dell'occupazione dell'Italia centro-settentrionale, la Wehrmacht operò in modo brutale nei confronti della resistenza e dei civili presenti nelle aree partigiane. Secondo Guido Knopp oltre 10.000 civili furono vittime delle devastanti rappresaglie effettuate da alcuni reparti tedeschi, sollecitati alla massima durezza dalle disposizioni dei comandi militari superiori, durante le operazioni di "guerra contro le bande",.
Anche in Francia nel periodo dell'occupazione la Wehrmacht, pur non adottando politiche belliche di annientamento, commise numerosi crimini di guerra; in particolare contrastò con grande durezza la resistenza uccidendo oltre 20.000 francesi tra cui circa 6.000-7.000 civili e collaborò attivamente alla deportazione di 75.000 ebrei francesi nei campi di sterminio.

## Il processo di Norimberga
Per i vari crimini commessi durante le ostilità, venne celebrato il processo di Norimberga, al quale partecipò anche in veste di imputati la maggior parte dei vertici militari tedeschi. Molte furono le condanne a morte e le lunghe pene detentive, compresi alcuni ergastoli.
Tra le file della Wehrmacht:
- Hermann Göring, Luftwaffe, condannato a morte[116] scampò all'esecuzione suicidandosi[117]
- Wilhelm Keitel capo dell'OKW, condannato a morte, chiese di essere fucilato come soldato, condanna eseguita tramite impiccagione[118]
- Alfred Jodl secondo in capo dell'OKW, condannato a morte, condanna eseguita per impiccagione[119] fu poi assolto e cancellata l'assoluzione (Ultime due sentenze di tribunali tedeschi)
- Erich Raeder, Großadmiral e comandante della Kriegsmarine fino al 1943, condannato all'ergastolo, fu rilasciato nel 1955 per motivi di salute[120]
- Karl Dönitz, Großadmiral, comandante della Kriegsmarine dal 1943 e, dopo la morte di Hitler, presidente del Reich, condannato a 10 anni[121]

## La guerra totale

### Il ruolo della propaganda
La propaganda della Wehrmacht era orientata verso il popolo tedesco sotto vari punti di vista; essa serviva a mantenere la volontà di combattimento e di spirito di sacrificio del proprio popolo, a superare lo scoraggiamento causato dalla evidente superiorità dei nemici, in grado di invadere la Germania e di bombardare quasi impunemente le città tedesche; altro obiettivo infine era quello di ingannare gli avversari sulle reali intenzioni militari tedesche.
Un momento di svolta nella propaganda del Reich fu segnato dal discorso del ministro Joseph Goebbels il 18 febbraio 1943 al Palazzo dello Sport di Berlino. Diretto a galvanizzare la resistenza tedesca ed a sollevare il morale dell'opinione pubblica dopo la catastrofe di Stalingrado, il discorso esaltò le capacità belliche della Wehrmacht, descrisse in termini apocalittici le conseguenze di una sconfitta della Germania e lanciò la parola d'ordine della "guerra totale". Tutte le risorse umane e materiali del Terzo Reich e dei territori occupati dovevano essere mobilitate per rafforzare la Wehrmacht ed ottenere a qualunque costo la "vittoria finale" contro l'"innaturale" alleanza tra Unione Sovietica comunista e potenze capitalistiche anglosassoni.

### Gli arruolamenti e le unità straniere
Il sistema di reclutamento e addestramento tedesco durante la seconda guerra mondiale era organizzato su base regionale. Prima dell'Anschluss i distretti militari (Wehrkreise) erano 13 (nominati con numeri romani da I a XIII), diventati in seguito 15 (XVII e XVIII) e infine 17 dopo la campagna di Polonia (XX e XXI). Ogni Wehrkreis aveva il compito di reclutare e addestrare i cittadini del suo territorio e quasi tutte le divisioni prelevavano le reclute dal distretto sotto cui si trovavano (eccezion fatta per la Luftwaffe, le Waffen-SS e la Großdeutschland). Questo generò divisioni a forte carattere territoriale, dato che se un soldato veniva trasferito (con ordine diretto dell'OKH) si cercava di mandarlo in una divisione arruolata nello stesso Wehrkreis (salvo fusioni tra divisioni al fronte o se il soldato era membro delle truppe corazzate o da montagna).
I corpi armati creati nei paesi stranieri occupati dalla Wehrmacht vennero posti sotto il controllo dell'esercito, ma più tardi molte di queste unità vennero trasferite sotto il controllo delle SS, formando le unità Freiwilligen (volontari), inquadrate in kampfgruppe, brigate e divisioni facenti parte delle Waffen-SS.

### L'arruolamento di adolescenti e anziani

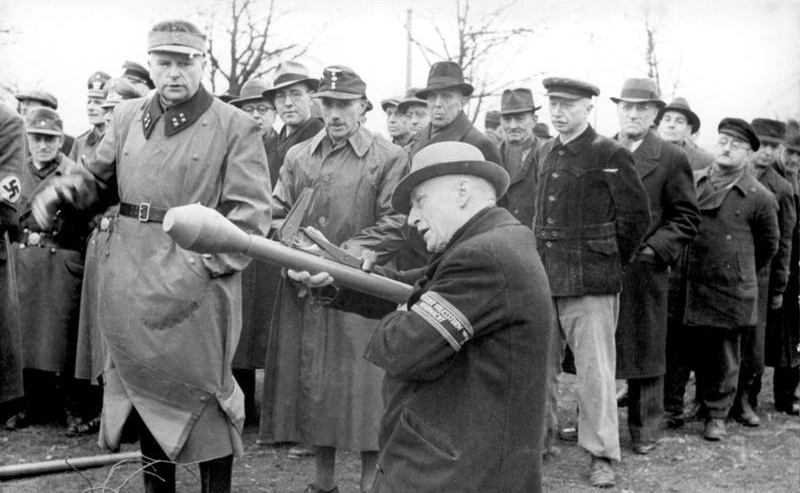
Anche gli anziani vennero richiamati all'estrema difesa del Terzo Reich.

Man mano che le unità operative si dissanguavano sui vari fronti, i vuoti venivano colmati con personale proveniente dall'organizzazione giovanile nazista, la Gioventù hitleriana, e da persone anziane, che normalmente non sarebbero state prese in considerazione per la mobilitazione. Vennero formate molte unità con armamento ed addestramento approssimativo, che costituivano il Volkssturm ("milizia popolare" in tedesco).
L'idea di creare il Volkssturm data dal 1935, ma fu messa in atto solo nel 1944, quando Martin Bormann, per ordine diretto di Hitler, reclutò nella milizia nazionale ben sei milioni di tedeschi .
L'unità base del Volkssturm era il battaglione di 642 uomini, in gran parte membri della Gioventù hitleriana, anziani, invalidi e persone precedentemente riformate.
Durante gli ultimi mesi del conflitto il Volkssturm passò sotto il comando del dottor Joseph Goebbels, partecipando alla difesa di Berlino.

### Le Wunderwaffen
Wunderwaffen è un termine tedesco che significa "armi miracolose", coniato e utilizzato dalla propaganda tedesca di Goebbels durante le ultime fasi della seconda guerra mondiale. Le "armi miracolose", secondo la propaganda, avrebbero cambiato radicalmente il corso del conflitto, che volgeva ormai chiaramente a favore degli Alleati.
Molte di queste "armi miracolose", tra cui rientravano anche le cosiddette Vergeltungswaffen (italiano: armi di rappresaglia), comunque rimasero a livello di progetto (come il programma nucleare militare tedesco) o di prototipi (come il Panzer VIII Maus). Le armi di rappresaglia crearono notevoli problemi alle forze alleate che dovettero sottrarre consistenti forze di caccia e terrestri per contrastare ed eliminare questa minaccia alle popolazioni civili, efficace soprattutto sul piano psicologico. Anche quando furono disponibili in numeri non ridottissimi, queste armi si dimostrarono tuttavia incapaci di conseguire risultati di rilievo, mentre spesso evidenziarono diversi difetti, anche concettuali, che avrebbero richiesto estese e lunghe riprogettazioni. In ogni caso, esse rappresentarono un concreto sviluppo tecnologico del quale gli Alleati si sarebbero largamente avvalsi nel futuro, per entrambi i blocchi che si sarebbero poi fronteggiati nella guerra fredda.

## Le perdite
Le perdite complessive sofferte dalla Wehrmacht ammontarono a 13.448.000 militari, di cui quasi 5 milioni di morti, su un totale di oltre 17.000.000 uomini che vi prestarono servizio tra il 1939 ed il 1945. Sul solo fronte orientale la Wehrmacht ebbe 11.135.000 perdite, tra cui 3.888.000 morti in azione e altri 374.000 morti in prigionia.

## Dissenso e opposizione interna al nazismo

### L'attentato ad Hitler e l'opposizione di gruppo
Di fronte alla dittatura nazista solo la Wehrmacht disponeva della forza teorica e dell'autorità per opporsi al regime e frenarne la progressiva e continua radicalizzazione. Nel complesso tuttavia le forze armate tedesche, sia a livello delle strutture di comando sia a livello della truppa combattente, in cui era ormai fortemente presente un'adesione ai valori basati sul concetto di superiorità razziale, di germanesimo espansionistico, di lotta per la sopravvivenza della razza tedesca contro una presunta cospirazione ebraico-bolscevica, aderirono ai progetti hitleriani e combatterono con efficienza e disciplina la lunga e sanguinosa guerra. Fin dagli anni trenta tuttavia, dubbiosi sulle finalità del regime nazista e sui pericoli della sua politica aggressiva, alcuni ufficiali cercarono di frenare queste istanze e di provocare un cambiamento di regime.
I primi tentativi di bloccare i progetti espansionistici di Hitler vennero organizzati da alcuni generali venuti a conoscenza dei piani del Führer a partire dalla famosa riunione del 5 novembre 1937; in particolare il generale Ludwig Beck, capo di Stato maggiore generale dell'esercito, si oppose fermamente in una serie di memorandum alle scelte politiche della Germania nazista; non supportato dagli altri comandanti in capo della Wehrmacht, Beck finì per dimettersi nel 1938 ma rimase un punto di riferimento fondamentale per gli ufficiali tedeschi oppositori del nazismo. Il suo successore Franz Halder in un primo tempo mostrò uguale avversione per i piani di Hitler e organizzò insieme ad altri ufficiali un vero e proprio tentativo di colpo di Stato durante la crisi dei Sudeti, ma il progetto venne poi abbandonato dopo il nuovo successo di Hitler alla Conferenza di Monaco. Da quel momento i generali, impressionati dalla determinazione e dalle vittorie del Führer si adeguarono alla situazione e eseguirono disciplinatamente i loro compiti operativi sul campo; all'interno dell'Abwehr (il servizio segreto dell'esercito) l'ammiraglio Wilhelm Canaris e il colonnello Hans Oster cercarono di intralciare la guerra di aggressione nazista fornendo informazioni agli alleati ma in concreto non ottennero risultati. Furono invece alcuni ufficiali più giovani che organizzarono il piccolo nucleo della resistenza interna alla Wehrmacht, decisi anche ad adottare metodi violenti per fermare la guerra sempre più aggressiva e nefasta condotta dal Terzo Reich.
I due personaggi centrali nel movimento di resistenza interno alla Wehrmacht furono infatti il colonnello Henning von Tresckow, attivo nel quartier generale del Gruppo d'armate Centro sul fronte orientale, che divenne un centro decisivo di cospirazione, e il colonnello Claus Schenk von Stauffenberg che, subentrato più tardi a von Trescow nella guida della congiura, organizzò nel 1944 il tentativo di uccidere Hitler e di rovesciare il potere nazista, sfruttando la sua posizione di comando delle truppe di riserva dell'esercito in Patria (l'Ersatzheer). Dopo i ripetuti fallimenti, per una serie di circostanze casuali, dei tentativi di attentato organizzati da von Trescow nel 1943, il 20 luglio 1944 il colonnello von Stauffenberg riuscì a compiere l'attentato nel bunker di Rastenburg ed a innescare il colpo di Stato (operazione Valkiria), nonostante Hitler fosse sfuggito alla morte. L'organizzazione antinazista era diffusa nelle strutture di comando dell'esercito di riserva nel Reich (generale Friedrich Olbricht) e nei comandi delle forze di occupazione in Francia (generale von Stulpnagel); erano inoltre coinvolti i generali a riposo Beck, von Witzleben, Hoepner ed in parte i feldmarescialli Rommel e von Kluge.
Nonostante qualche successo iniziale, soprattutto in Francia, il colpo di Stato terminò con un completo fallimento a causa della pronta reazione del Führer, di Goebbels e di Himmler, degli errori dei congiurati, delle incertezze del feldmaresciallo von Kluge, e della sostanziale fedeltà a Hitler ed all'ordine costituito della quasi totalità degli ufficiali e dei soldati della Wehrmacht. In pochi giorni la rivolta fu sedata, i principali cospiratori furono uccisi (come Olbricht e Stauffenberg) o si suicidarono (come Witzleben, Kluge e Trescow). Nei mesi successivi l'apparato nazista effettuò una sanguinosa repressione all'interno della Wehrmacht, intimidendo gli ufficiali, rafforzando con misure draconiane la disciplina e organizzando strutture di controllo politico (i cosiddetti Nationalsozialistische Führungsoffiziere, NSFO, "ufficiali nazionalsocialisti con funzioni di guida") per consolidare la fedeltà e la resistenza delle truppe.

### L'opposizione individuale alla Shoah

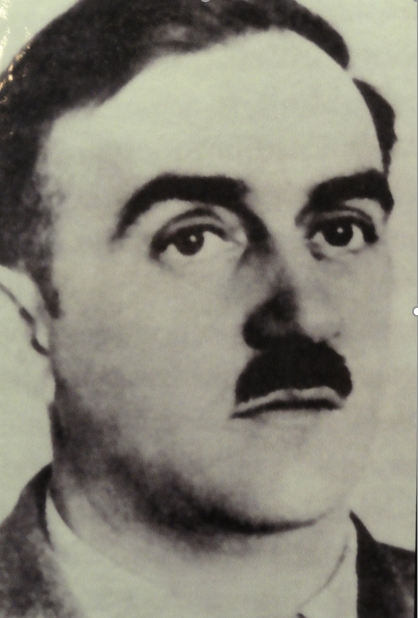
Anton Schmid, foto dell'anagrafe

Alcuni membri della Wehrmacht salvarono ebrei e non dai campi di concentramento e/o dagli omicidi di massa. Anton Schmid, un sergente dell'esercito, aiutò tra i 250 e i 300 uomini, donne e bambini ebrei, a fuggire dal ghetto di Vilnius in Lituania; fu sottoposto alla corte marziale e di conseguenza giustiziato. Albert Battel, un ufficiale della riserva di stanza vicino al ghetto di Przemysl, bloccò l'ingresso di un distaccamento delle SS, per poi evacuare fino a 100 ebrei e le loro famiglie nelle caserme del comando militare locale sotto la sua protezione. Wilm Hosenfeld - un capitano dell'esercito di stanza a Varsavia - aiutò, nascose o soccorse diversi polacchi, compresi ebrei, nella Polonia occupata; tra gli altri, aiutò il compositore ebreo polacco Władysław Szpilman, che si nascondeva tra le rovine della città, fornendogli cibo e acqua.
Secondo Wolfram Wette, solo tre membri della Wehrmacht sono noti per essere stati giustiziati per aver salvato gli ebrei: il succitato Anton Schmid, Friedrich Rath e Friedrich Winking.

### Diserzione e collaborazione con la Resistenza
Nell'ultima fase del conflitto si verificarono fenomeni di disgregazione e cedimento tra i reparti al fronte e aumentò il numero dei disertori, che assommarono complessivamente durante tutta la guerra a circa 100.000 soldati. I comandi della Wehrmacht adottarono provvedimenti molto rigidi per evitare il diffondersi del fenomeno: le corti marziali trattarono circa 35.000 casi di diserzione e in 22.750 di essi inflissero la pena di morte, poi eseguita solo in circa 15.000 casi. Tuttavia, nel complesso, i soldati della Wehrmacht, impegnati nella "quotidianità della guerra", vincolati psicologicamente (in particolare le classi d'età più giovane) al giuramento prestato direttamente a Hitler, e ancora in parte fiduciosi miracolisticamente nelle possibilità di successo legate alle promesse del Führer, continuarono a combattere agli ordini del regime nazista fino alla totale disfatta e al crollo del Terzo Reich.
Disertori della Wehrmacht si unirono in alcuni casi ai movimenti di Resistenza nei paesi in cui si trovavano. Il capitano della Kriegsmarine Rudolf Jacobs guidò numerosi atti di resistenza locale prima di essere ucciso con le armi in pugno in Lunigiana. I "cinque di Albinea", gruppo di marconisti della Luftwaffe, collaborarono con la Resistenza italiana presso Reggio Emilia fino alla loro fucilazione nell'agosto 1944. In Val Passiria e nella Repubblica partigiana della Carnia si formarono interi distaccamenti di disertori. Alcuni dei sopravvissuti restarono in Italia, altri fecero ritorno a casa, affrontando l'ostilità dei connazionali e/o la giustizia militare.

## Il mito della "Wehrmacht pulita"
Alla fine degli anni '40 gruppi di ex ufficiali e veterani della Wehrmacht cercarono di eludere le colpe delle forze armate contribuendo a creare e diffondere (nell'opinione pubblica e nella storiografia) la convinzione che la Wehrmacht fosse stata un’organizzazione apolitica, in continuità con la Reichswehr, che fosse stata in gran parte estranea ai crimini della Germania nazista nei territori occupati (attribuibili, a loro dire, unicamente ai membri della Waffen-SS), e che si fosse comportata altrettanto onorevolmente delle forze armate degli Alleati Occidentali. A partire dal 1950, nell’ambito del riarmo della Repubblica Federale Tedesca, gli Alleati sostennero il mito considerandone l'utilità nella prospettiva di guerra fredda. Negli ultimi decenni del XX secolo e nel XXI secolo tali falsi concetti sono stati ampiamente smentiti dalla moderna storiografia.

### In italiano
- Omer Bartov, Fronte orientale. Le truppe tedesche e l'imbarbarimento della guerra (1941-1945), Bologna, il Mulino, 2003, ISBN 88-15-09091-6.
- Eddy Bauer, Storia controversa della seconda guerra mondiale (sette volumi), 1971, ISBN non esistente.
- Antony Beevor, La guerra civile spagnola, Milano, Rizzoli, 2006, ISBN 88-17-01048-0.
- Antony Beevor, Stalingrado, Roma, Bur, 1998, ISBN 88-17-25876-8.
- Chris Bellamy, Guerra assoluta, 2010, ISBN 978-88-06-19560-1.
- Chris Bishop, Gli squadroni della Luftwaffe, Roma, L'Airone, 2008, ISBN 978-88-7944-929-8.
- Paul Carell, La campagna di Russia 1941-1944, 2000, ISBN 88-17-25904-7.
- Gustavo Corni, Hermann Göring - l'uomo d'acciaio, Giunti Gruppo Editoriale, 1998, ISBN 88-09-76243-6.
- David Glantz/Jonathan House, La Grande Guerra Patriottica dell'Armata Rossa, 2010, ISBN 978-88-6102-063-4.
- Max Hastings, Overlord. Il D-Day e la battaglia di Normandia, Milano, Mondadori, 1985, ISBN non esistente.
- Joe J. Heydecker, La mia guerra. Sei anni nella Wehrmacht di Hitler. Rapporto di un testimone, Roma, Editori Riuniti, 2002, ISBN 88-359-5270-0.
- Marco Innocenti, I cannoni di settembre, Milano, Mursia, 2000, ISBN 88-425-2732-7.
- David Irving, La pista della volpe, Milano, Mondadori, 1979, ISBN non esistente.
- John Keegan, Uomini e battaglie della seconda guerra mondiale, Milano, Rizzoli, 1989, ISBN 88-17-33471-5.
- Guido Knopp, Wehrmacht, Milano, Corbaccio, 2010, ISBN 978-88-6380-013-5.
- Andrew Mollo, Le forze armate della seconda guerra mondiale, Novara, De Agostini, 1982, ISBN non esistente.
- Cesare Salmaggi - Alfredo Pallavisini, Continenti in fiamme, 2194 giorni di guerra - cronologia della seconda guerra mondiale, Milano, Selezione dal Reader's Digest Arnoldo Mondadori editore, 1981, ISBN non esistente.
- William L. Shirer, Storia del Terzo Reich, Torino, Einaudi, 1990, ISBN 88-06-11698-3.
- Bologna Hans-Ulrich Thamer, Il Terzo Reich, Il Mulino, 1993, ISBN 88-15-04171-0.
- Steven J. Zaloga, L'invasione della Polonia - la guerra lampo, Milano, Osprey Publishing, 2008, ISBN non esistente.

### In inglese
- Walter Goerlitz, History of the German General Staff, Westview Press, 1985, ISBN non esistente.
- Heinz Guderian, Achtung – Panzer! Introduction by Paul Harris, Londra, Brockhampton Press, 1999, ISBN non esistente.
- Robert Kurtz, German Paratroops, Uniforms, Insignia & Equipment of the Fallschirmjäger in WWII: Uniforms, Insignia & Equipment of the Fallschirmjager in World War II, 2000, ISBN 0-7643-1040-2.
- Henry Metelmann, Through Hell for Hitler: A Dramatic First-Hand Account of Fighting With the Wehrmacht, 2001, ISBN 0-9711709-1-6.
- Tim Ripley, The Wehrmacht. The German Army in World War II, 1939-1945 (The Great Armies), 2003, ISBN 1-57958-312-1.
- Jorge Rosado e Chris Bishop, German Wehrmacht Panzer Divisions 1939-45, 2005, ISBN 1-904687-46-6.
- Wolfgang Schneider, Panzer Tactics: German Small-Unit Armor Tactics in World War II, 2005, ISBN 0-8117-3244-4.
- Robert Stedman, Kampfflieger: Bomber Crewman of the Luftwaffe 1939–1945, Osprey Publishing, 2005, ISBN 1-84176-907-X.

### In tedesco
- Martin van Creveld, Kampfkraft. Militärische Organisation und militärische Leistung 1939-1945, 1989, ISBN 3-7930-0189-X.
- Uwe Feist, Die Wehrmacht, 2000, ISBN 0-674-02213-0.
- Rolf-Dieter Müller, Die Wehrmacht. Mythos und Realität, 1999, ISBN 3-486-56383-1.
- Hans Poeppel, W.-K. Prinz v. Preußen e K.-G. v. Hase, Die Soldaten der Wehrmacht, 1998, ISBN 3-7766-2057-9.